# Ars et Labor Ferrara
La Ars et Labor Ferrara è una società calcistica italiana con sede nella città di Ferrara. Prosegue la tradizione sportiva della storica società cittadina denominata S.P.A.L. (acronimo di Società Polisportiva Ars et Labor).
Fondata nel 1907 come circolo religioso-culturale Ars et Labor, divenne in breve tempo polisportiva, affiliando la propria sezione calcistica alla FIGC nel 1910 con la denominazione Ferrara Foot-Ball Club. Il ramo sportivo si separò dal circolo il 15 marzo 1913 costituendosi come Società Polisportiva Ars et Labor, con la squadra di calcio che si allineò a tale denominazione a partire dal 1919.
È il sodalizio più prestigioso della città di appartenenza: nella sua storia ha preso parte a 24 edizioni del massimo campionato italiano, di cui 19 della moderna Serie A a girone unico, ottenendo come miglior risultato il 5º posto al termine della stagione 1959-1960. Si colloca al 26º posto nella classifica perpetua della Serie A e al 27º posto nella graduatoria della tradizione sportiva dei club calcistici italiani secondo i criteri della FIGC, è stata insignita dal CONI della Stella d'oro al merito sportivo nel 1974 e del Collare d'oro al merito sportivo nel 2019. Nel palmarès annovera due campionati di Serie B vinti nelle stagioni 1950-1951 e 2016-2017, la Coppa Italia Serie C 1998-1999 e una Supercoppa di Lega Pro vinta nel 2016; in ambito internazionale si è aggiudicata l'ultima edizione della Coppa dell'Amicizia, nel 1968. Ha inoltre raggiunto la finale della Coppa Italia 1961-1962.
Dal 1928 gli Estensi disputano le partite interne allo stadio Comunale, intitolato nel 1982 all'ex presidente Paolo Mazza. I colori sociali sono il bianco e l'azzurro, mutuati dallo stemma dei Salesiani di San Giovanni Bosco.

## Storia

### Le origini: dal Circolo Ars et Labor alla S.P.A.L.
Le più antiche tracce del calcio a Ferrara risalgono al 1896, con la costituzione di una squadra nell'ambito della Palestra Ginnastica Ferrara. Questa parteciperà più volte al campionato nazionale di calcio organizzato dalla Federazione Ginnastica d'Italia: una competizione tuttavia mai riconosciuta come ufficiale dalla FIF (l'odierna FIGC, sorta nello stesso anno), poiché non disputata secondo le regole del gioco del calcio dell'IFAB, ma con quelle della variante italiana nota come calcio ginnastico. A seguire, agli inizi del Novecento sorsero in città numerose altre formazioni, tra cui Unione Sportiva Ferrarese, Pro Juventus Ferrara, Audax Ferrara, Ferrara Football Club ed Eridania Football Club.

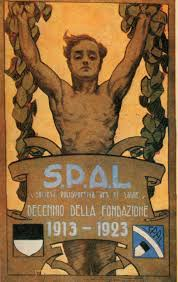
Manifesto celebrativo in occasione del decimo anniversario della fondazione della SPAL.

Il nucleo originale di quella che sarebbe poi divenuta la Società Polisportiva Ars et Labor vide la luce nel marzo 1907 per iniziativa del sacerdote salesiano Pietro Acerbis, all'epoca direttore dell'oratorio ferrarese di via Coperta: questi fondò un circolo religioso-culturale denominato Ars et Labor (in latino "Arte e Lavoro") che nel giro di un paio d'anni divenne Circolo Ars et Labor, dando mandato a don Pastorino, padre catechista del seminario, di aggiungere alle attività artistiche anche quelle sportive, inizialmente limitate ad atletica, ginnastica e ciclismo. I colori sociali adottati furono il bianco e l'azzurro, mutuati dallo stemma della Società Salesiana di San Giovanni Bosco. Il ramo sportivo del Circolo Ars et Labor divenne indipendente da quello artistico il 15 marzo 1913, costituendosi autonomamente come Società Polisportiva Ars et Labor. La sezione calcistica fu istituita nel maggio 1910: inizialmente la squadra di calcio assunse la denominazione di Ferrara Foot-Ball Club, abbandonandola nel 1919 con la fine della prima guerra mondiale, allorché anche la sezione calcistica uniformò il suo nome a quello della polisportiva. Il debutto della denominazione Società Polisportiva Ars et Labor avvenne in occasione di una partita interna disputata contro la Triestina il 16 giugno 1919, persa per 1 a 4; la prima vittoria della formazione estense giunse il 18 agosto del medesimo anno, a spese della stessa Triestina, per 1 a 0.
Alcune pubblicazioni e ricerche storiche d'archivio attestano la nascita ufficiale della società al 1913, facendo inoltre risalire la nascita della sezione calcistica al 1919. Secondo fonti dell'epoca nella primavera del 1919 la SPAL giocò una partita a Castel Maggiore contro una squadra di militari inglesi stanziati attorno a Bologna; nella prima metà di giugno vennero disputati altri incontri prima della precitata sfida contro la Triestina: con una squadra mista composta da giocatori dell'Unione Sportiva Bolognese e del Nazionale Emilia, con il Petrarca Padova, con la squadra del 3º Reggimento Batteria Contraerei e con la squadra del 219º Reggimento Artiglieria d'Assedio. La SPAL disputò il suo primo campionato sotto l'egida della Federazione Italiana Giuoco Calcio nella stagione 1919-1920, venendo inserita nel girone emiliano della Promozione (secondo livello calcistico dell'epoca) e riuscendo a qualificarsi nella massima divisione per la stagione successiva.

### Dagli anni 1920 al periodo bellico

Formazione della SPAL che disputò il campionato di Prima Divisione 1922-1923.

Tra il 1920 e il 1925 la SPAL militò nella massima serie del tempo, la Prima Categoria (ridenominata Prima Divisione a partire dal 1922-1923, conseguentemente al Compromesso Colombo). Nella stagione 1921-1922 gli estensi raggiunsero la semifinale del campionato nazionale, venendo sconfitti dalla Sampierdarenese per 2-1 nello spareggio disputato a Milano con in palio la finale. La rosa biancazzurra in quella partita era composta da: Canova, Ticozzelli, Fini, Manfredini, Sgarbi, Giuseppe Preti, Dabbene, Olivieri, Zanoli, Ilario Preti e Vassarotti. Retrocessa in Seconda Divisione, quattro anni dopo fu assegnata al neonato campionato di Serie B a girone unico.
Il campo da gioco di Piazza d'Armi, risalente al 1919, venne sostituito dal nuovo stadio Comunale nel 1928. Da quel momento la società andò incontro a un decennio difficile, veleggiando tra la Serie B e la Serie C; contestualmente dal 1939 sino al termine della seconda guerra mondiale cambiò denominazione da Società Polisportiva Ars et Labor ad Associazione Calcio Ferrara, adottando maglie a strisce bianco-nere (in omaggio ai colori civici della città estense). Tra gli anni 1920 e gli anni 1940 lanciò comunque diversi giocatori poi approdati in Serie A: Bruno Bertacchini, Elvio Banchero, Abdon Sgarbi (il quale vestirà la maglia della Nazionale), gli attaccanti Mario Romani (maggiore goleador della storia spallina, con 129 reti in 189 apparizioni) e Aldo Barbieri (entrambi ceduti al Milan), Archimede Valeriani, Savino Bellini, Otello Badiali e Albano Luisetto.

### L'arrivo di Paolo Mazza e il secondo dopoguerra

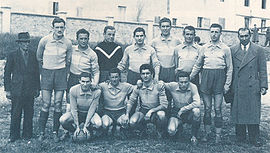
La prima formazione della SPAL nel secondo dopoguerra. Il primo da destra è il nuovo presidente, Paolo Mazza.

Al termine del secondo conflitto mondiale, nel 1945 la squadra riadottò i colori bianco-azzurri e il nome SPAL. Sotto la gestione del nuovo presidente (ed ex allenatore della squadra negli anni 1930) Paolo Mazza, la società ferrarese tornò in Serie B e puntò alla promozione in Serie A. Tra gli affari significativi conclusi in quegli anni dal massimo dirigente spallino spiccarono le cessioni del centravanti Mario Astorri alla Juventus (prelevato per 25 000 lire dallo Schio e venduto per due milioni ai bianconeri nel 1946), della mezzala Egisto Pandolfini alla Fiorentina (prelevato dai viola per 3 milioni nel 1947 e rivenduto agli stessi per sedici milioni l'anno successivo), dell'attaccante Attilio Frizzi al Torino (capocannoniere della Serie B 1948-1949 con 25 reti, acquistato dai granata all'indomani della tragedia di Superga) e della coppia di punte Domenico De Vito-Giovanni Ciccarelli (ceduti alla Triestina per 35 milioni nel 1950).

### Gli anni 1950

#### L'approdo in Serie A

L'undici biancazzurro che concluse all'8º posto la Serie A 1952-1953.

Nella stagione 1950-1951 la SPAL allenata da Antonio Janni e guidata in campo dal capitano Giovanni Emiliani vinse il campionato di Serie B, accedendo per la prima volta alla Serie A a girone unico. La formazione-tipo di quell'anno era composta da: Bertocchi, Guaita, Carlini, Emiliani, Macchi, Nesti, Trevisani, Colombi, Biagiotti, Bennike e Fontanesi, cui si aggiungevano anche Dini, Patuelli e Rosignoli. L'anno della promozione coincise inoltre con l'inaugurazione del rinnovato stadio Comunale, ricostruito completamente in sostituzione del vecchio impianto risalente al 1928. La stagione di esordio in Serie A si concluse con il nono posto in classifica; l'anno seguente i biancazzurri si piazzarono ancor più in alto, chiudendo il torneo in ottava posizione.
Il ventennio successivo vide la SPAL ottenere i suoi migliori risultati, mantenendo la categoria ininterrottamente dal 1951 alla prima retrocessione in B del 1964. Gli estensi tuttavia ottennero la salvezza tramite spareggio battendo per 2-1 il Palermo nel 1954 (con le reti di Bernardin e Olivieri), mentre nel 1955 la squadra venne ripescata nella massima serie insieme alla Pro Patria, a seguito delle sanzioni per illecito sportivo comminate al termine del campionato a Udinese e Catania. Il calciatore più rappresentativo degli anni in Serie A fu il centrocampista argentino Oscar Massei, il quale vestì la maglia biancazzurra per nove stagioni, dal 1959 al 1968, segnando 52 reti.

#### Valorizzazione dei giocatori

Formazione della SPAL nel campionato di Serie A 1955-1956.

Negli anni 1950 e 1960 vari giocatori militanti nelle file della SPAL ebbero occasione di mettersi in luce: tra essi il portiere Bugatti (convocato in Nazionale e successivamente venduto al Napoli), Alberto Fontanesi (poi passato alla Lazio), Fulvio Nesti, Antonio Nuciari, Domenico De Vito, Armando Picchi, Franco Zaglio, Costanzo Balleri, Beniamino Di Giacomo ed Egidio Morbello (ceduti all'Inter), Giorgio Bernardin (passato prima all'Inter e poi alla Roma), Sergio Carpanesi e Gennaro Olivieri (a loro volta passati alla Roma), Carlo Novelli (acquisito dal Napoli), Orlando Rozzoni (passato prima all'Udinese e poi alla Lazio), Fabio Capello (poi ingaggiato da Roma, Juventus e Milan), Albertino Bigon (al Milan e poi al Napoli), Gianfranco Bozzao, Adolfo Gori, Luigi Pasetti e Carlo Dell'Omodarme (alla Juventus), Saul Malatrasi (all'Inter, poi alla Fiorentina e infine al Milan), Gianni Bui (prima al Bologna, poi al Milan e infine al Torino), Carlo Facchin (al Torino, quindi alla Lazio), Ernesto Galli (al Vicenza), Giuliano Bertarelli e Dante Micheli (alla Fiorentina), Edoardo Reja (al Palermo) e Luigi Delneri (all'Udinese). Altri giocatori promettenti dovettero interrompere o ridimensionare la propria carriera a seguito di infortuni: fu il caso di Giovanni Ferraro, Osvaldo Riva, Arturo Bertuccioli, Maurizio Moretti, Eugenio Bruschini e Gianfranco De Bernardi.

Formazione della SPAL che giunse al 5º posto nella Serie A 1959-1960.

In quegli anni arrivarono a Ferrara anche calciatori più esperti, tra cui Sergio Cervato, Giovanni Mialich, Onorio Busnelli, Battista Rota, Angelo Villa, Enzo Matteucci, Manlio Muccini, Gianni Corelli, Ottavio Bianchi, Carlo Mattrel, Osvaldo Bagnoli, Vincenzo Gasperi, Giancarlo Vitali, Pietro Broccini, Sergio Sega, Silvano Trevisani, Giulio Pellicari, Alberto Orlando, Glauco Tomasin, Enrico Muzzio, Edoardo Dal Pos e Aulo Gelio Lucchi, gli argentini José Montagnoli e Oscar Massei, i brasiliani Carlos Heidel Feresin, Wilson Sorio e Carlos Cezar de Souza, il tedesco Erwin Waldner, gli ungheresi Árpád Fekete e Jenő Vinyei, il turco Aziz Esel Bülent, i danesi Niels Bennike e Dion Ørnvold, gli svedesi Dan Heiner Ekner, Sigvard Löfgren e Nils-Åke Sandell.

#### Il miglior piazzamento in Serie A con Oscar Massei

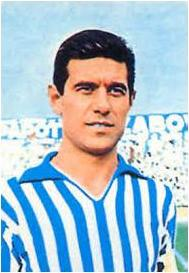
Il centrocampista argentino Oscar Massei, giocatore simbolo della SPAL negli anni 1960.

Al termine della stagione 1958-1959 il presidente Mazza decise di rinnovare profondamente la squadra: i soli giocatori confermati furono Bozzao, Morbello, Maietti e Pandolfini. Cedette quindi Villa, Vitali, Dal Pos, Broccini, Lucchi e Toros e gli emergenti Malatrasi e Rozzoni; in cambio acquistò i giovani Micheli, Rossi, Picchi e Balleri, gli esperti Ganzer e Massei, il terzo portiere dell'Inter Nobili e i rientranti Novelli e Corelli. In panchina sedeva il tecnico Fioravante Baldi. Le scelte del presidente diedero riscontro positivo: nel campionato 1959-1960 la SPAL concluse al quinto posto finale in classifica (alle spalle della Juventus vincitrice dello scudetto, della Fiorentina, del Milan e dell'Inter), ottenendo il suo miglior risultato di sempre. La formazione-tipo di questa stagione era costituita da Nobili (Maietti), Picchi, Balleri, Ganzer, Bozzao, Micheli, Novelli, Corelli, Rossi, Massei e Morbello (migliore marcatore spallino della stagione, con 12 reti in 33 partite disputate), con l'aggiunta di Catalani, Trentini, Cecchi e Pandolfini.

### Gli anni 1960

#### La finale di Coppa Italia

La SPAL dell'annata 1961-1962, finalista di Coppa Italia.

Nel 1962 il club raggiunge la finale di Coppa Italia, persa contro il Napoli. Gli estensi, allenati da Serafino Montanari, si schierarono con Patregnani, Muccini, Olivieri, Gori, Cervato, Riva, Dell'Omodarme, Massei, Mencacci, Micheli e Novelli. Il Napoli passò in vantaggio su punizione con l'ex spallino Gianni Corelli al 12', i biancazzurri pareggiarono con Micheli al 15'; infine al 79' Pierluigi Ronzon portò definitivamente in vantaggio la formazione partenopea, regalandole il primo trofeo della sua storia.

#### Prima retrocessione e immediato ritorno in A

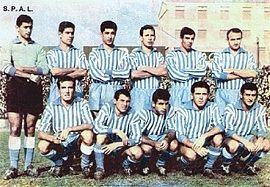
La prima SPAL in maglia a righe bianco-azzurre, classificatasi 8ª nella Serie A 1962-1963.

Nel corso del campionato 1962-1963, concluso all'ottavo posto (ottenendo anche la vetta solitaria della classifica per qualche giornata), la SPAL modificò lo stile delle proprie maglie: le divise a tinta unita azzurra con maniche e colletto bianchi lasciarono il posto al motivo a strisce verticali bianche e azzurre, che da quel momento verrà utilizzato stabilmente.
Dopo tredici anni consecutivi in Serie A la formazione estense retrocedette in serie cadetta nel 1964, ove tuttavia rimase un solo anno: il terzo posto ottenuto nel campionato di Serie B 1964-1965 le valse infatti l'immediata risalita nella massima serie. La formazione-tipo biancazzurra era composta da Bruschini, Olivieri, Bozzao, Bertuccioli, Ranzani, Frascoli, Crippa, Bagnoli, Cavallito, Massei e Muzzio; con l'aggiunta di Cantagallo, Cervato, Riva, Balleri, Pasetti, Moretti, De Bernardi, Fochesato, Novelli I, Pezzato e Capello. L'allenatore era Francesco Petagna. La SPAL militò in Serie A per altre tre stagioni, raggiungendo la salvezza nei tornei 1965-1966 e 1966-1967. Il centrocampista ventunenne Fabio Capello, acquistato cinque anni prima per 2 milioni di lire dai dilettanti del Pieris, venne ceduto nell'estate 1967 alla Roma per 260 milioni.

#### La discesa dalla Serie A alla Serie C
Nel 1968 la SPAL, a seguito del passaggio della Serie A da 18 a 16 squadre, si classificò quattordicesima retrocedendo così in Serie B; nel giugno dello stesso anno i biancazzurri si aggiudicarono tuttavia la Coppa dell'Amicizia italo-svizzera. Il campionato seguente risultò in un'ulteriore retrocessione in Serie C: sebbene Mazza avesse promesso un'immediata risalita nella massima serie il rendimento degli estensi fu deludente, anche a seguito dell'infortunio dell'attaccante Alberto Orlando, tanto che per la prima volta la tifoseria giunse a contestare apertamente l'operato del presidente. Tale campionato coincise con le ultime partite disputate nel calcio professionistico da Gastone Bean.

### Gli anni 1970 e 1980

#### La fine dell'era Paolo Mazza

La SPAL promossa in Serie B nella stagione 1972-1973.

Dopo quattro anni di Serie C, nel corso dei quali si alternarono come allenatori Giovan Battista Fabbri, Tito Corsi e Cesare Meucci, nell'ottobre 1972 Mario Caciagli sostituì sulla panchina biancazzurra Eugenio Fantini imprimendo una grossa svolta alla stagione: Franco Pezzato al termine del campionato sarà capocannoniere e la SPAL tornerà in Serie B, vincendo il torneo al termine di un testa a testa con il Giulianova guidato dall'ex Fabbri. La squadra della promozione era composta da Marconcini, Croci, Vecchiè, Boldrini, Cairoli, Rinero, Donati, Tartari, Goffi, Mongardi, Pezzato. Altri giocatori schierati furono: Cariolato, Romano, Ragonesi e Moro.
Nel corso della stagione 1976-1977 (al quarto campionato di B, dopo che a Caciagli si avvicendarono Umberto Pinardi e Guido Capello) Paolo Mazza venne deposto dalla presidenza della società: dopo trent'anni alla guida del sodalizio estense e l'esperienza come Commissario Tecnico della Nazionale ai Mondiali del Cile del 1962, dovette cedere la guida della società a Primo Mazzanti, già dirigente spallino. Al termine del campionato la SPAL retrocesse in C allenata da Luisito Suárez.

Formazione della SPAL nel campionato di Serie B 1979-1980.

L'anno successivo, con il ritorno in panchina di Mario Caciagli, i biancazzurri riconquistarono subito la Serie B, chiudendo il campionato con undici punti di vantaggio sulla Lucchese seconda classificata. Nel campionato 1980-1981 degna di nota fu la trasferta a San Siro contro il Milan allora relegato in serie cadetta, sfida segnata dal gol di mano di Walter Novellino che contribuì alla vittoria dei rossoneri per 2-1. Nel 1982, dopo altri quattro anni di B, la squadra estense subì una nuova retrocessione in Serie C1 con "Titta" Rota prima e Ugo Tomeazzi poi in panchina. Dopo un campionato con Gaetano Salvemini e Giovanni Seghedoni come allenatori, la SPAL risalì la china a metà anni 1980 sotto la guida di Giovanni Galeone e Ferruccio Mazzola (giunse quarta nel 1984 e nel 1987), ma successivamente, nel 1989 retrocesse per la prima volta nella sua storia in Serie C2.

### Gli anni 1990

#### La presidenza Donigaglia

La SPAL promossa in Serie B con la vittoria del campionato 1991-1992.

Nel 1990 la società viene rilevata dalla Coopcostruttori, cooperativa di costruzioni del ferrarese. Il massimo dirigente della stessa, l'argentano Giovanni Donigaglia, diviene il nuovo presidente. Accanto a CoopCostruttori rimangono con quote di minoranza anche alcuni vecchi soci, tra cui l'ex patron Albersano Ravani. In due stagioni la SPAL ottiene il doppio salto dalla Serie C2 alla Serie C1 e da questa alla Serie B, vincendo lo spareggio a Verona contro la Solbiatese nel 1990-1991 e conquistando il primo posto del campionato di Serie C1 1991-1992, con il ritorno di Giovan Battista Fabbri come allenatore e Gian Cesare Discepoli come vice. La formazione della promozione in B era composta da: Torchia, Lancini, Paramatti, Servidei, Mangoni, Zamuner, Brescia, Messersì, Mezzini, Bottazzi, Labardi. Una volta in serie cadetta, l'obiettivo è tentare l'approdo alla Serie A. Il gruppo della doppia promozione verrà però smantellato: tra i nuovi arrivi gli attaccanti Marco Nappi e Massimo Ciocci, il difensore Dario Bonetti, l'ala Armando Madonna e il giovane Giovanni Dall'Igna. I biancazzurri retrocedono al primo anno di Serie B, nonostante un serrato testa a testa con la Fidelis Andria nell'ultima parte del torneo.

La SPAL 1993-1994, sconfitta in finale play-off dal.

Dopo tre tentativi di ritorno in Serie B (con due eliminazioni ai play-off subite dal Como nel 1994 e nel 1996) il presidente Donigaglia decide per un ridimensionamento degli impegni della CoopCostruttori, e al termine del campionato 1995-1996 cede contestualmente a Vanni Guzzinati la carica di presidente, rimanendo nelle vesti di patron. Ne segue una stagione culminata con la retrocessione in Serie C2 perdendo i play-out contro l'Alzano Virescit. Donigaglia quindi riassume la presidenza e affida il compito di formare la squadra all'esperto direttore sportivo Roberto Ranzani, il quale sceglie come allenatore Gianni De Biasi. Vengono confermati soltanto tre giocatori dall'annata precedente: a Ferrara arrivano l'attaccante Cancellato, il regista difensivo Fimognari, il portiere Pierobon e l'esperto Fausto Pari. La SPAL riconquista la Serie C1 vincendo il campionato 1997-1998 con l'aiuto delle 19 reti di Cancellato, al termine di un duello con il Rimini. L'anno successivo (1998-1999) Ranzani tenta di rinforzare il telaio della promozione, puntando sul regista Antonioli, la punta Lucidi e la giovane promessa Ginestra. Dopo un'ottima partenza, una crisi di risultati coincisa con un doppio lungo infortunio di Cancellato fa sfumare il traguardo dei play-off. Gli estensi a fine stagione conquistano la Coppa Italia Serie C, tuttavia il finale di campionato, con il mancato raggiungimento degli spareggi-promozione, porta alcune incomprensioni tra società e guida tecnica, sfociate nella mancata conferma dell'allenatore De Biasi. Gli ultimi campionati della gestione Donigaglia vedono la SPAL a centroclassifica; il giocatore più interessante di quel periodo fu Sergio Pellissier, giunto in prestito dal Chievo.

### Gli anni 2000

#### La gestione Di Nardo-Pagliuso

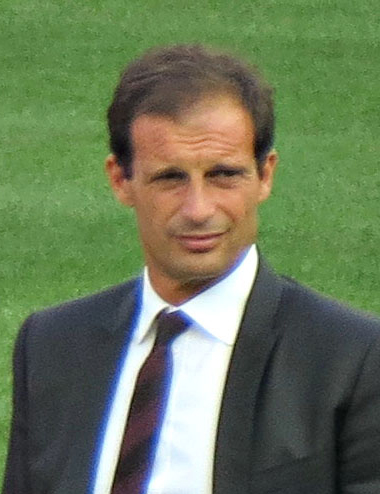
Massimiliano Allegri, allenatore dei biancazzurri nella stagione 2004-2005.

A seguito dei problemi economici che colpiscono la CoopCostruttori, nel 2002 la società viene rilevata da Paolo Fabiano Pagliuso (già proprietario e presidente del Cosenza), il quale cede la carica presidenziale a Lino Di Nardo. Il nuovo vertice societario nomina allenatore Walter De Vecchi e rinnova profondamente la rosa: vengono confermati solo nove giocatori, tra cui il portiere Andrea Pierobon, il centrocampista e futuro allenatore della SPAL Stefano Vecchi e l'attaccante Gianluca Temelin. Vengono ingaggiati, tra gli altri, gli attaccanti Fabio Artico, Daniele Cacia e Tomaso Tatti, i centrocampisti Carlos Aurellio e Francesco Paonessa, i difensori Luca Altomare e Francesco Zanoncelli. La squadra tuttavia non rende ad alto livello, sicché la dirigenza esonera De Vecchi e chiama in panchina Giuliano Sonzogni, che conquista la salvezza.
La campagna acquisti per la stagione 2003-2004 porta in dote alcuni rinforzi, tra cui Andy Selva e Davide Succi, in un'ottica complessiva di ridimensionamento dell'impegno del patron Pagliuso, coinvolto in vicende giudiziarie personali. Come nell'annata precedente, dopo una serie di risultati negativi la società sostituisce l'allenatore, scegliendo Gian Cesare Discepoli (già alla guida della SPAL nei primi anni 1990), con i biancazzurri che si classificano infine al nono posto. Per il 2004-2005 la panchina viene affidata a Massimiliano Allegri. Le problematiche societarie non consentono tuttavia gli investimenti necessari a potenziare la squadra, che conclude la stagione al nono posto. Nell'estate successiva vengono ingaggiati il tecnico Ezio Glerean e molti nuovi giocatori, ma il sopraggiunto fallimento societario estromette la SPAL dal campionato di terza serie.

#### Il triennio di Gianfranco Tomasi
Nell'estate del 2005 viene costituita una nuova società denominata SPAL 1907, presieduta da Gianfranco Tomasi, imprenditore edile di Comacchio, che grazie al Lodo Petrucci rileva la tradizione sportiva biancazzurra e s'iscrive al campionato di Serie C2 2005-2006. Il ridotto tempo a disposizione per costruire la squadra a seguito della riammissione tra i professionisti conduce a una stagione interlocutoria. Nei due successivi campionati la società punta alla promozione in Serie C1, ingaggiando il centravanti Nicola Bisso, il trequartista svizzero David Sesa, il fantasista argentino Cristian La Grottería ed il difensore Cristian Servidei (già biancazzurro ai tempi della doppia promozione dalla C2 alla Serie B dei primi anni 1990). Entrambi i tentativi non vanno però a buon fine: la squadra viene eliminata in semifinale play-off nel 2007 dalla Paganese e nel 2008 dal Portogruaro.

#### La presidenza Butelli
Nel giugno del 2008 Tomasi cede il pacchetto di maggioranza societaria all'imprenditore lucchese Cesare Butelli; nel mese successivo la SPAL viene ripescata nel campionato di terza serie, nel frattempo ridenominato Lega Pro Prima Divisione. Il nuovo presidente nomina Gianbortolo Pozzi come direttore generale, il quale allestisce una formazione che punta al mantenimento della categoria. La squadra affidata ad Aldo Dolcetti, in cui emerge il giovane centravanti marocchino Rachid Arma, inaspettatamente s'insedia fin dall'inizio nelle prime posizioni della classifica salvo poi calare nel finale del campionato, classificandosi al sesto posto mancando i play-off (nonostante la vittoria contro il Pergocrema all'ultima giornata, resa vana dai contemporanei pareggi di Padova e Reggiana alle quali serviva un punto per giocarsi gli spareggi). La stagione 2009-2010 dei biancazzurri (complice anche la cessione di Arma, sostituito a campionato già avviato con il centravanti Giacomo Cipriani) parte in maniera negativa, tanto che dopo tredici giornate la dirigenza esonera Dolcetti sostituendolo con Egidio Notaristefano. Con il neo-tecnico la SPAL scala la classifica riuscendo a piazzarsi settima.

### Gli anni 2010
Per la stagione 2010-2011 viene assemblata una squadra con l'intento di ambire alla zona play-off, confermando i migliori giocatori della stagione precedente (tra cui Cipriani e Zamboni) e completando la rosa con elementi come Ravaglia, Melara e Fofana. Il girone d'andata vede la SPAL stabilmente nelle prime posizioni; nel girone di ritorno le prestazioni (complice l'infortunio di Cipriani) subiscono un'involuzione, sfociando in una serie di risultati negativi che fanno sfumare il traguardo dei play-off.
Nel campionato 2011-2012 la SPAL, affidata a Stefano Vecchi, assembla una squadra molto giovane con l'intento di ridurre il monte-ingaggi e sfruttare i contributi previsti per l'utilizzo dei giocatori under. La società si ritrova subito a far fronte a 2 punti di penalizzazione per la mancata corresponsione di stipendi e contributi ai propri dipendenti. Dopo una partenza difficile dal punto di vista sportivo (solo 15 punti effettivi al termine del girone d'andata), le successive scadenze portano a 8 il totale dei punti di penalizzazione inflitti ai biancazzurri. La precaria situazione finanziaria della società si riflette anche in campo legale, con la presentazione d'istanze di fallimento da parte di alcuni dipendenti e fornitori, desiderosi di recuperare le proprie spettanze. Al termine della stagione regolare la SPAL si piazza quart'ultima con 34 punti (42 sul campo) e deve giocare i play-out contro il Pavia, terz'ultimo. Nella gara d'andata del 20 maggio i biancazzurri pareggiano 0-0 in trasferta, ma sette giorni dopo allo stadio Paolo Mazza vengono sconfitti 2-0 dai lombardi, retrocedendo in Lega Pro Seconda Divisione. Il 13 luglio 2012 la società viene esclusa dal campionato 2012-2013 per problemi economici e il 16 luglio non presenta ricorso. La SPAL 1907 viene infine radiata dalla FIGC l'11 settembre 2013 e il 31 marzo 2014 il Tribunale di Ferrara ne notifica la dichiarazione di fallimento e la messa in liquidazione, respingendo la richiesta di concordato avanzata da Butelli.

#### La ripartenza dai dilettanti

Roberto Ranzani, in precedenza giocatore e direttore sportivo spallino, assunse la presidenza per la stagione 2012-2013.

Nell'estate 2012 il sindaco di Ferrara invita i soggetti interessati a presentare un progetto per la rifondazione del club biancazzurro. Si fa quindi avanti una cordata capeggiata dall'imprenditore Oreste Pelliccioni, comprendente l'ex vicepresidente Roberto Benasciutti e l'esperto dirigente Roberto Ranzani, che successivamente avrebbe dovuto avvalersi del supporto di un gruppo di finanziatori. La base societaria è composta inizialmente da Benasciutti al 95% e da Ranzani per il 5%. La squadra torna a giovarsi dell'utilizzo del marchio storico della SPAL, il quale non era in uso dal 2005. Il 9 agosto 2012 la Lega Nazionale Dilettanti accetta l'affiliazione del nuovo soggetto (denominato Società Sportiva Dilettantistica Real SPAL), iscrivendo il sodalizio in Serie D (che costituisce il punto più basso della storia sportiva societaria) sulla base dell'applicazione dell'articolo 52 comma 10 delle Norme Organizzative Interne della FIGC ed in virtù delle 83 stagioni sportive professionistiche pregresse della vecchia SPAL. Nell'organigramma societario (che vedrà Ranzani presidente e Benasciutti vice) non sarà presente Pelliccioni, in quanto i nuovi soci da lui garantiti non arriveranno. Lo stesso Benasciutti si fa quindi carico di saldare in prima persona le quote d'iscrizione al campionato. La rosa viene assemblata senza ricorrere a grossi esborsi economici: Ranzani sceglie un allenatore conoscitore della categoria (David Sassarini) e punta su giocatori ferraresi legati alla piazza: Davide Marchini, Edoardo Braiati, Alessandro Marongiu e Gianluca Laurenti. Durante l'estate arrivano alcuni giocatori provenienti dalla Lega Pro, alcuni elementi di categoria e molti giovani. L'obiettivo di puntare ai piani alti della classifica sfuma dopo pochi mesi: la società non ha le risorse per provvedere ai rimborsi spese per i mesi successivi a dicembre. Arrivati a febbraio, i giocatori rifiutano di allenarsi denunciando pubblicamente la situazione. Lo stato delle cose non muta nei mesi successivi con la squadra che, ormai priva di stimoli e serenità, termina il campionato solo per onor di firma.

#### L'arrivo alla presidenza di Mattioli e Colombarini

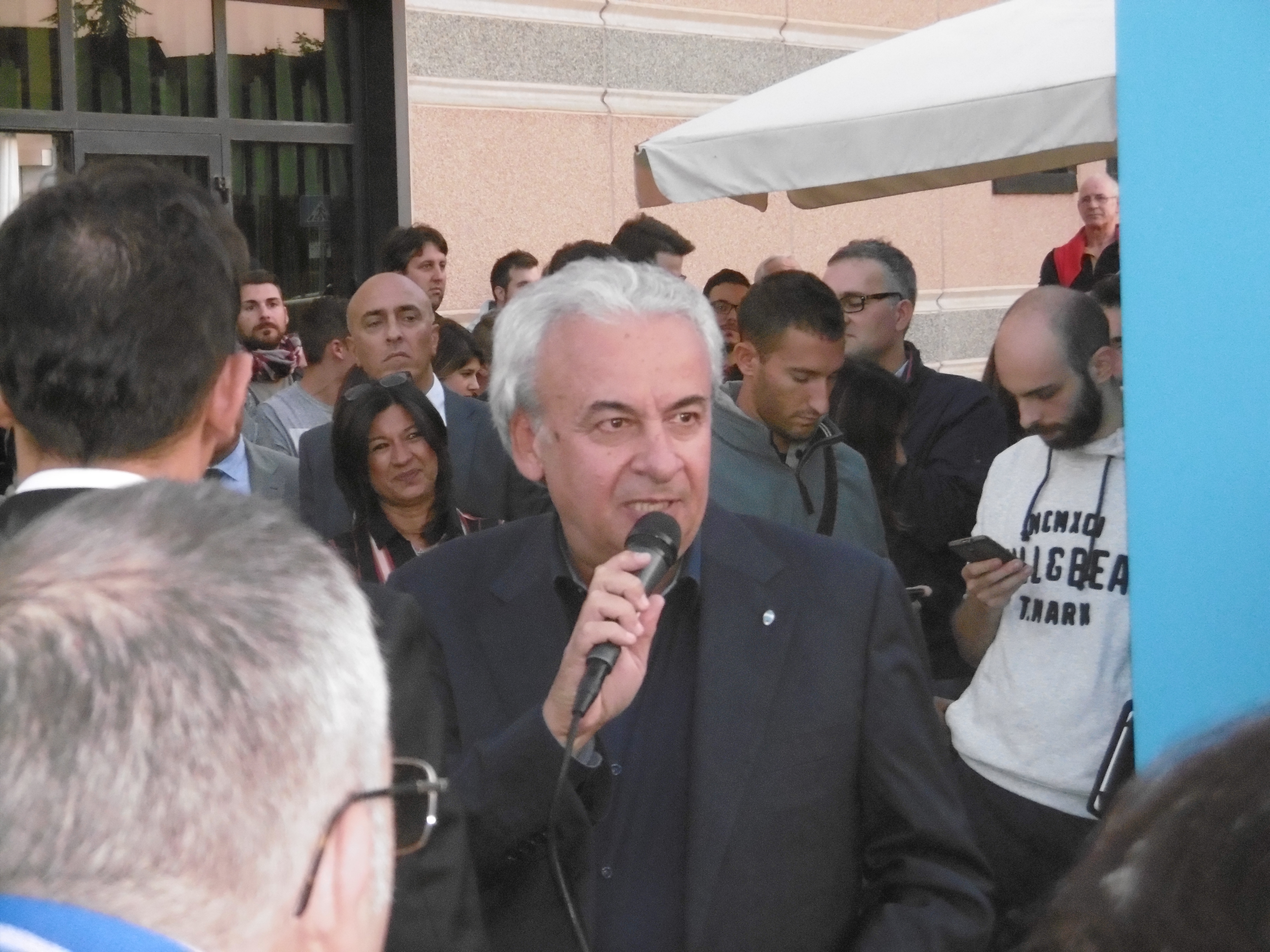
Walter Mattioli, presidente degli estensi al ritorno in Serie A dopo 49 anni di attesa, nel 2017.

Il 12 luglio 2013, su pressione del Sindaco di Ferrara Tiziano Tagliani, Roberto Benasciutti trova l'accordo con la famiglia Colombarini per la fusione tra SPAL e Giacomense: pertanto il club di Masi San Giacomo rileva e adotta il marchio storico della SPAL e trasferisce il proprio terreno casalingo allo Stadio Paolo Mazza, trasformandosi de facto nella società acquisita. A suggellare tale transazione, il club assume la nuova denominazione S.P.A.L. 2013 e i colori sociali biancazzurri, ai sensi dell'articolo 20 delle Norme Organizzative Interne della FIGC. La società ferrarese viene ufficialmente inserita in Lega Pro Seconda Divisione per l'annata 2013-2014. Il 21 ottobre 2013, dopo un avvio di campionato non in linea con le attese di inizio stagione, la società decide di sollevare dall'incarico mister Leonardo Rossi, affidando la squadra a Massimo Gadda, già giocatore biancazzurro nella stagione 1999-2000 e allenatore per 3 stagioni della Giacomense. Il nuovo trainer spallino guida la squadra al quarto posto al termine del girone di andata. Nel mercato invernale la società cerca di rinforzare la rosa al fine di assicurarsi un posto nelle prime otto posizioni, valevoli per l'accesso alla nuova Lega Pro: l'obiettivo viene raggiunto, con la squadra che riesce a classificarsi sesta al termine del campionato; tra i giocatori si mette in evidenza il centravanti Massimiliano Varricchio, che si laurea capocannoniere del girone con 20 reti.
La stagione 2014-2015 nella nuova Lega Pro parte in maniera difficile: i biancazzurri, affidati a mister Oscar Brevi, totalizzano due sconfitte nelle prime due partite, ove la squadra esprime inoltre un gioco poco brillante. Tuttavia il patron Colombarini e il presidente Mattioli, ignorando le contestazioni dei tifosi e di alcune aree dell'ambiente societario, confermano la fiducia all'allenatore. La scelta si rivela corretta, giacché la SPAL comincia a scalare la classifica fino a raggiungere la prima posizione. Una nuova serie di risultati negativi, unita alle scarse reti segnate, conduce tuttavia in un secondo momento il vertice societario ad esonerare Brevi ed a ingaggiare al suo posto Leonardo Semplici, ex allenatore di Arezzo, Pisa e della primavera della Fiorentina. Sotto la sua guida, dopo un periodo di assestamento e aiutati dal miglioramento della rosa seguito al mercato di gennaio, gli estensi vincono otto partite consecutive e si reinseriscono nella lotta play-off, obiettivo tuttavia sfumato alla penultima giornata: la squadra conclude il campionato al quarto posto, con il tecnico toscano che viene confermato anche per l'annata successiva.

#### Risalita dalla Lega Pro alla Serie A

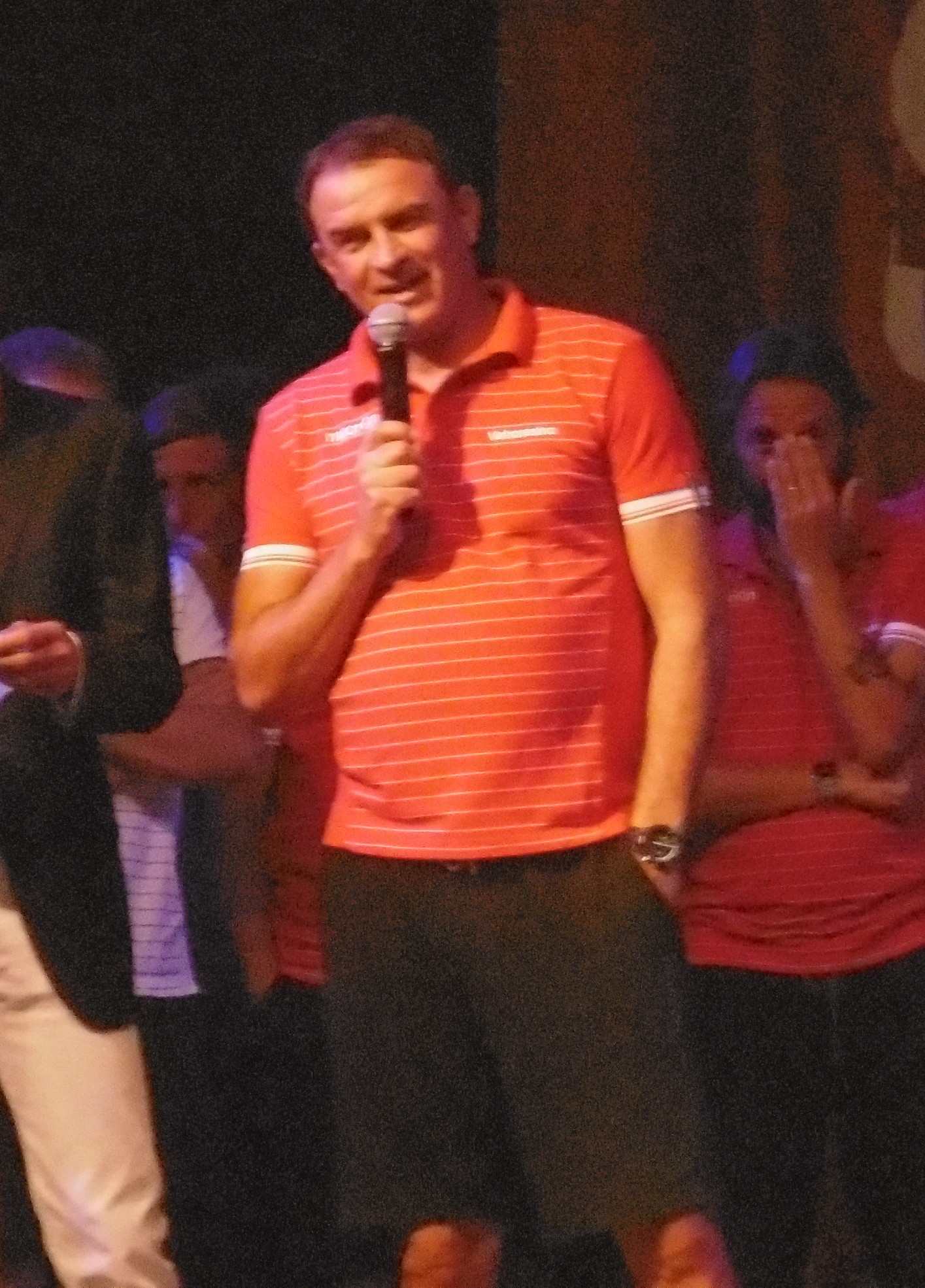
Leonardo Semplici, allenatore della SPAL da dicembre 2014 a febbraio 2020. Il tecnico toscano fu tra i principali protagonisti di una doppia promozione dalla Lega Pro alla Serie A e di due salvezze nel massimo campionato.

In vista del campionato 2015-2016 la squadra viene potenziata, confermando buona parte dei giocatori dell'annata precedente ed inserendo elementi nei ruoli maggiormente scoperti. Con cinque vittorie consecutive nelle prime cinque giornate e due successivi pareggi a reti bianche con Prato e Siena, gli estensi si portano da subito in testa alla graduatoria, posizione che mantengono anche alla fine del girone d'andata. Il 23 aprile 2016, pareggiando 1-1 in casa contro l'Arezzo, i biancazzurri conquistano la matematica promozione in Serie B con due giornate d'anticipo dopo un torneo condotto sempre al comando, ritornando in seconda serie dopo ventitré anni. A seguito delle vittorie ottenute contro Benevento e Cittadella, il successivo 22 maggio la SPAL conquista la Supercoppa di Lega Pro.
Per il ritorno in Serie B, nell'estate del 2016 viene allestita una rosa con la prospettiva di ottenere una salvezza tranquilla, mantenendo l'ossatura della promozione e affiancando a punti fermi quali Lazzari, Mora e il capitano Giani, un mix tra giovani ed esperti elementi come il portiere Meret, i difensori Bonifazi, Del Grosso e Vicari, il centrocampista Schiattarella e l'attaccante Antenucci, cui si aggiungerà a stagione in corso il centravanti Floccari. Dopo un iniziale rodaggio nel quale prende le misure alla categoria, sul finire del girone di andata la SPAL si inserisce a sorpresa ai vertici della classifica. Nel girone di ritorno gli estensi esibiscono una notevole costanza di rendimento, e con cinque vittorie consecutive in aprile legittimano definitivamente il primo posto della graduatoria. Il 13 maggio 2017 i biancazzurri ottengono con una giornata di anticipo l'aritmetica promozione in Serie A, nonostante la sconfitta sul campo della Ternana (decisiva la contemporanea caduta del rivale Frosinone a Benevento): gli spallini tornano così in massima categoria dopo quarantanove anni di assenza. A corollario della vittoriosa stagione, nell'ultima giornata di campionato il successo casalingo sul Bari assegna agli estensi il primo posto della classifica, che così si aggiudicano la Coppa Ali della Vittoria.

#### Il triennio in massima serie

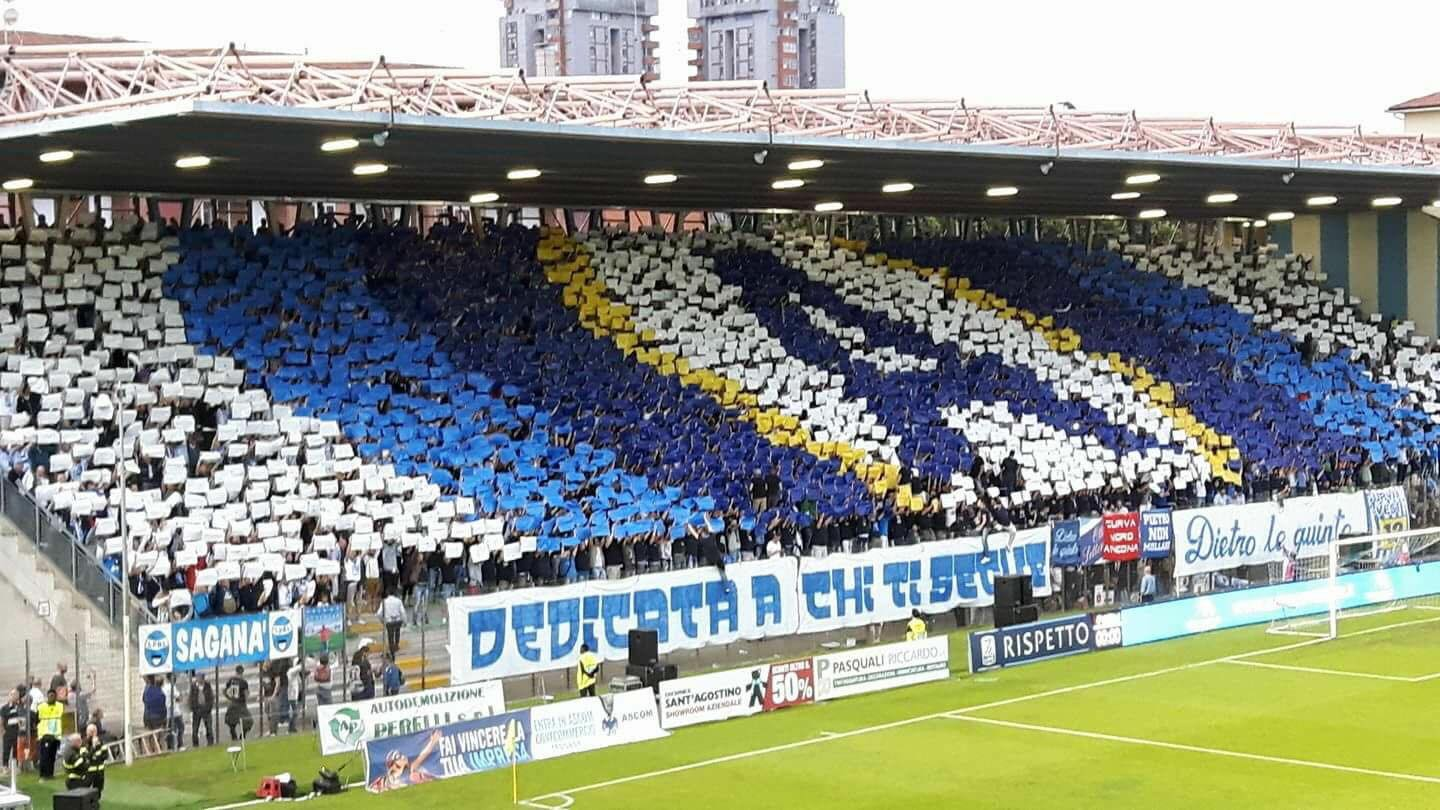
I tifosi biancazzurri celebrano la promozione in Serie A nel prepartita di SPAL-.

Nella stagione 2017-2018 l'obiettivo della SPAL è la salvezza. A tale scopo, vengono riconfermati i migliori elementi della precedente stagione (tra i quali Meret, Vicari, Lazzari, Mora, Schiattarella, Antenucci e Floccari) ai quali vengono affiancati giocatori affidabili per la categoria come Felipe, Borriello e Paloschi, oltre a giovani in cerca di rilancio come Mattiello, Grassi, Viviani, Rizzo e Bonazzoli. Dopo un girone d'andata difficoltoso, con 15 punti raccolti (frutto di tre vittorie e sei pareggi), nel girone di ritorno, grazie agli aggiustamenti apportati alla rosa nel mercato di gennaio (Cionek, Everton Luiz e Kurtić) e ad alcuni accorgimenti tattici adottati da mister Semplici, la SPAL acquisisce una buona solidità difensiva, totalizzando 23 punti (5 vittorie e 8 pareggi). Decisivi per la permanenza in categoria si riveleranno i tre successi ottenuti nelle ultime quattro partite contro Verona, Benevento e all'ultima di campionato con la Sampdoria.
Per il campionato successivo la società cerca di rinnovare la rosa con l'obiettivo di ottenere una salvezza meno sofferta: i rinforzi principali sono Bonifazi, Missiroli, Fares e Andrea Petagna, acquistato dall'Atalanta per una cifra complessiva di 15 milioni di euro. I biancazzurri iniziano la stagione con tre successi nelle prime quattro partite, a spese di Bologna, Parma e Atalanta: quest'ultima viene battuta proprio grazie a una doppietta dell'ex Petagna, che otterrà un bottino totale di 16 reti in campionato. Dopo quattro sconfitte, il 20 ottobre la SPAL espugna il campo della Roma. Tuttavia, a tale buona partenza si contrappone una fase centrale del torneo difficile: dopo il successo ottenuto all'Olimpico cade a domicilio contro il Frosinone e nei successivi scontri diretti casalinghi ottiene una serie di pareggi. Terminato il girone di andata con una sconfitta a San Siro contro il Milan la squadra ferrarese si colloca a quota 17 punti, mantenendosi costantemente al di fuori della zona retrocessione ma palesando meno brillantezza rispetto alle fasi iniziali. Nel mercato invernale vengono ingaggiati il portiere Viviano e il centrocampista Murgia. La SPAL torna alla vittoria il 27 gennaio in casa del Parma rimontando da 2-0 a 2-3, successivamente il margine sul terzultimo posto si assottiglia a causa di sei partite senza successi. In primavera gli estensi entrano in un periodo di forma ottimale, ottenendo sei vittorie in otto partite: al Paolo Mazza battono Roma, Lazio e Juventus; fuori casa superano Frosinone, Empoli e Chievo: quest'ultima affermazione consente ai biancazzurri di salvarsi con tre giornate di anticipo, per poi concludere il torneo in tredicesima posizione a quota 42 punti. Nella stagione seguente, anche a causa di cessioni importanti come quella dell'esterno Manuel Lazzari, la squadra ferrarese non riesce ad ottenere la terza salvezza consecutiva, retrocedendo in Serie B con quattro turni di anticipo.

### Gli anni 2020

#### Ritorno in Serie B e caduta in Serie C
In vista della stagione 2020-2021 l'allenatore scelto per il tentativo di risalita è Pasquale Marino, poi sostituito nella parte finale del torneo da Massimo Rastelli. Dopo una partenza stentata, sei vittorie consecutive tra ottobre e novembre proiettano i biancazzurri nelle prime posizioni, in lotta per la promozione diretta. Chiudono il girone di andata al secondo posto, ma a dispetto di ciò nel girone di ritorno, anche a causa di un mercato invernale insoddisfacente, si verifica un calo di rendimento che costringe la SPAL a dover lottare per mantenere un posto nei playoff. Una serie di sconfitte fa precipitare gli estensi al nono posto a pari merito con altre formazioni e le vittorie conseguite nelle ultime due giornate si rivelano inutili per l'accesso alla post-season: la SPAL termina nona con 56 punti, a pari merito con Brescia e Chievo che però la sopravanzano come settima e ottava a causa degli scontri diretti e della differenza reti.
Alla vigilia della stagione 2021-2022 la proprietà passa dalle mani della famiglia Colombarini a quelle dell'avvocato italo-americano Joe Tacopina. La squadra viene affidata al catalano Pep Clotet, che tuttavia all'inizio di gennaio verrà sollevato dall'incarico e sostituito con Roberto Venturato, a causa di una classifica deficitaria e divergenze con la società. I ferraresi concludono il torneo in quindicesima posizione. L'annata seguente vede l'iniziale conferma di Venturato, che verrà però esonerato dopo otto giornate di campionato nelle quali la squadra ottiene nove punti (frutto di due vittorie, tre pareggi e tre sconfitte), a seguito delle due battute d'arresto consecutive contro Genoa e Frosinone. Al suo posto viene scelto come mister l'esordiente Daniele De Rossi, il quale inizia la propria avventura con un pareggio a reti bianche a Cittadella e un'ampia vittoria interna sul Cosenza. Il mercato invernale è contraddistinto dall'arrivo del centrocampista Radja Nainggolan, ex compagno di squadra dello stesso De Rossi. Il 14 febbraio 2023, dopo avere raccolto soli 15 punti in 16 partite, De Rossi viene sostituito da Massimo Oddo. A seguito di frizioni con il presidente Tacopina, poco dopo l'ingaggio di Oddo viene allontanato il direttore sportivo Fabio Lupo. Il 13 maggio, in seguito alla sconfitta contro il Parma, la SPAL retrocede in Serie C.
Il presidente Tacopina sostituisce quindi la dirigenza tecnica con l'obiettivo di tentare la risalita in serie cadetta, puntando sul direttore sportivo Filippo Fusco e sull'allenatore Domenico Di Carlo. La campagna acquisti estiva vede il ritorno dell'esperto attaccante Mirco Antenucci, già in biancazzurro dal 2016 al 2019. Dopo un avvio di campionato sotto le aspettative, con due vittorie e tre sconfitte nelle prime cinque partite, Di Carlo viene sostituito con Leonardo Colucci. I biancazzurri chiudono il girone di andata a quota 19 punti, in lotta per evitare i play-out. Il 4 febbraio 2024, dopo tre sconfitte consecutive, Colucci viene esonerato per far spazio al ritorno di Di Carlo con il quale, anche a seguito dei rinforzi giunti nel mercato di gennaio, la SPAL cambia marcia guadagnando 28 punti nelle successive 14 partite, raggiungendo l'undicesima posizione.
Nella stagione 2024-2025 la SPAL si salva ai play-out, dove ha la meglio sul Milan Futuro, ma in seguito si vede respingere la domanda di iscrizione al campionato successivo dalla Covisoc, per inadempienze su stipendi e contributi. Di conseguenza non viene concessa al club biancazzurro la licenza nazionale dal Consiglio Federale della FIGC, rimanendo così esclusa dai campionati professionistici. Il 6 agosto 2025, a seguito delle istanze di fallimento presentate da parte dei dipendenti, il tribunale decreta aperta la liquidazione giudiziale della S.P.A.L. Srl di proprietà di Joe Tacopina e Marcello Follano, a fronte di un monte debitorio stimato tra i 10 e i 15 milioni di euro.

#### La rifondazione come Ars et Labor Ferrara
Usufruendo delle normative federali, il comune di Ferrara apre un bando per l'individuazione di soggetti interessati alla fondazione di una nuova società, la Ars et Labor Ferrara, che dovrà raccogliere l'eredità sportiva della SPAL e potrà ripartire in sovrannumero dal campionato di Eccellenza Emilia-Romagna. L'11 luglio 2025 viene assegnato l'incarico alla cordata rappresentata dall'imprenditore argentino Juan Martin Molinari.

## Colori e simboli

### Colori

I distinti di gradinata del Mazza colorati dalle bandiere spalline.

La SPAL sin dalla fondazione ha adottato come colori sociali il bianco e l'azzurro, mutuandoli dallo stemma dei Salesiani di San Giovanni Bosco. L'unica eccezione si registrò nel periodo compreso tra il 1939 ed il 1943, durante il quale il club aveva cambiato denominazione in Associazione Calcio Ferrara e vestito i colori bianco-neri del Comune. Nell'immediato dopoguerra, con il ritorno alla denominazione originale, vennero riproposti i colori biancazzurri.
Dalla stagione 1951-1952 la tenuta di gioco della squadra ha assunto la tinta unita azzurra con maniche, colletto, pantaloncini bianchi e calzettoni a righe orizzontali biancazzurre; questa venne sostituita nel corso dell'annata 1962-1963 con il motivo biancazzurro a righe strette verticali, pantaloncini e calzettoni azzurri (poi divenuti bianchi). Durante i primi due anni di sponsorizzazione tecnica adidas (1981-1983) la divisa era interamente azzurra con righe bianche fini; mentre dal 1987 al 1989 e nel 1990-1991 è stato adottato un completo simile a quello degli anni 1950, in questo caso con pantaloncini e calzettoni azzurri. Una tenuta da gioco su questo tema, utilizzata in circostanze particolari (ad esempio in occasione della commemorazione dei 110 anni della società o in sfide contro avversarie storiche), è stata nuovamente introdotta a partire dalla stagione 2013-2014, questa volta con pantaloncini e calzettoni bianchi.

### Simboli ufficiali

#### Stemma
Il simbolo societario ufficiale è costituito da un ancile (scudo ovale) azzurro, con una banda bianca nella parte superiore nella quale è riportato l'acronimo S.P.A.L. che sormonta lo scudetto troncato bianco e nero, emblema della città di Ferrara; introdotto negli anni 1960, è stato utilizzato ufficialmente dal 1995 al 2005 per poi essere riadottato nel 2012. Lo stemma del settore giovanile spallino è il cerbiatto su sfondo bianco cerchiato di azzurro, simbolo precedentemente adottato come marchio societario ufficiale dagli anni 1980 al 1995.

#### Inno
Gli inni tradizionali della squadra biancazzurra si intitolano Inno alla SPAL (cantato da Alfio Finetti, risalente al 1982) e SPAL, magica SPAL (Aldini, Martinetti e Carlini, 1992). Nel 2014 Andrea Poltronieri ha realizzato il brano Forza SPAL, adottato come inno dalla società per alcune stagioni.

## Strutture

### Stadio

Il Comunale negli anni 1960.

Situato nel Rione Giardino, zona ovest di Ferrara all'interno della cinta muraria cittadina, fu costruito nelle immediate vicinanze del luogo ove sorgeva il campo di Piazza d'Armi, vecchio terreno di gioco della SPAL risalente al 1919. Lo stadio comunale di Ferrara è il quinto impianto italiano più vecchio ancora in funzione. Progettato dall'ingegner Carlo Savonuzzi nell'ambito della ricostruzione cittadina conosciuta come Addizione Novecentista, fu inaugurato il 20 settembre 1928 con una partita amichevole giocata tra la SPAL ed il Modena. La capienza iniziale si aggirava attorno ai 4 000 posti suddivisi tra parterre e una singola tribuna in cemento; la struttura era inoltre provvista di una pista d'atletica presente intorno al manto erboso.

Il Paolo Mazza fotografato da dietro la curva est nel 1991.

Superato il secondo conflitto mondiale, a seguito della promozione in Serie A della SPAL lo stadio venne drasticamente ristrutturato: fu smantellata la pista d'atletica e gli spalti vennero ricostruiti a ridosso del perimetro di gioco, onde portare la capienza a circa 25 000 posti. L'impianto rinnovato venne inaugurato il 23 settembre 1951, con il match di campionato tra SPAL e Torino. Nei decenni successivi tutti i settori vennero nuovamente ristrutturati: negli anni sessanta fu riqualificata la tribuna coperta ed ampliata la curva ovest (poi ristrutturata nuovamente e dotata di copertura nel 1988), nel 1979 fu ampliata e ristrutturata la gradinata scoperta e infine venne modificata a più riprese la conformazione della curva est destinata agli ospiti; la capienza dello stadio passò a circa 22 000 posti.

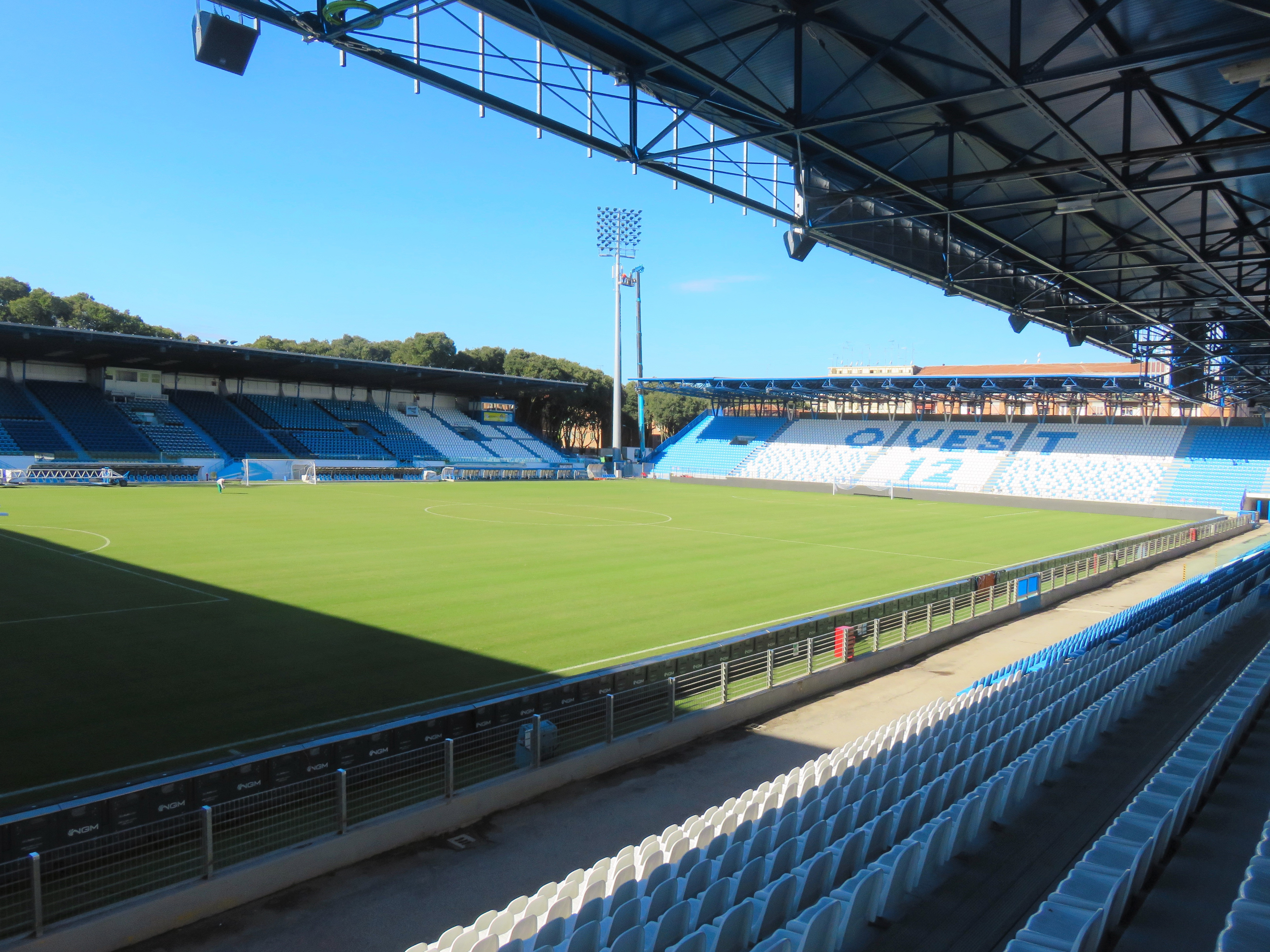
Campo, curva ovest e gradinate nell'ottobre 2018.

A distanza di un mese e mezzo dalla morte dell'ex presidente della SPAL Paolo Mazza, l'amministrazione comunale di Ferrara deliberò di intitolare lo stadio (fino ad allora noto come Comunale) in suo onore. La ridenominazione fu resa ufficiale il 14 febbraio 1982, in occasione della partita SPAL-Lazio.
Dalla stagione 2005-2006, con l'intento di abbassare i costi di mantenimento dell'impianto e di sottostare alle normative di sicurezza, la capienza venne abbassata a 7 500 posti. La riqualificazione dello stadio attuata tra il 2016 ed il 2017 ha aumentato la capacità di pubblico a 13 135 posti. Una nuova serie di lavori condotti durante l'estate 2018 ha portato il numero di posti a sedere a 16 134, interamente dotati di copertura.

### Centro di allenamento
La sede degli allenamenti della prima squadra e del settore giovanile agonistico biancazzurro è il centro sportivo di via Copparo. Situato nei pressi della frazione ferrarese di Pontegradella, venne inaugurato da Paolo Mazza nel 1969 come Centro Giovanile di Addestramento. È stato intitolato alla memoria di Giovan Battista Fabbri il 25 marzo 2017, in seguito alla sua scomparsa. Nel 2019 è stata ultimata una serie di lavori di ampliamento e rinnovamento delle strutture.
Le attività sportive dei ragazzi dell'Accademia sono svolte presso il centro sportivo di Malborghetto di Boara. Nell'ottobre del 2022, la società ha ufficialmente inaugurato il convitto "Casa SPAL", realizzato in collaborazione con l'Arcidiocesi di Ferrara-Comacchio e destinato ai giovani calciatori fuorisede tesserati dal settore giovanile del club estense.

## Società

### Organigramma societario
Dal sito Internet ufficiale della società.

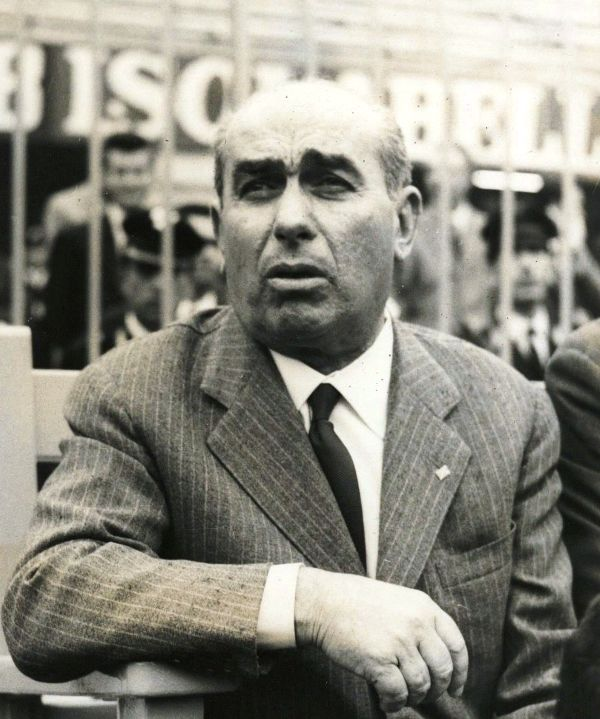
Il patron più longevo nella storia della SPAL, Paolo Mazza, rimase in carica dal 1946 al 1977.

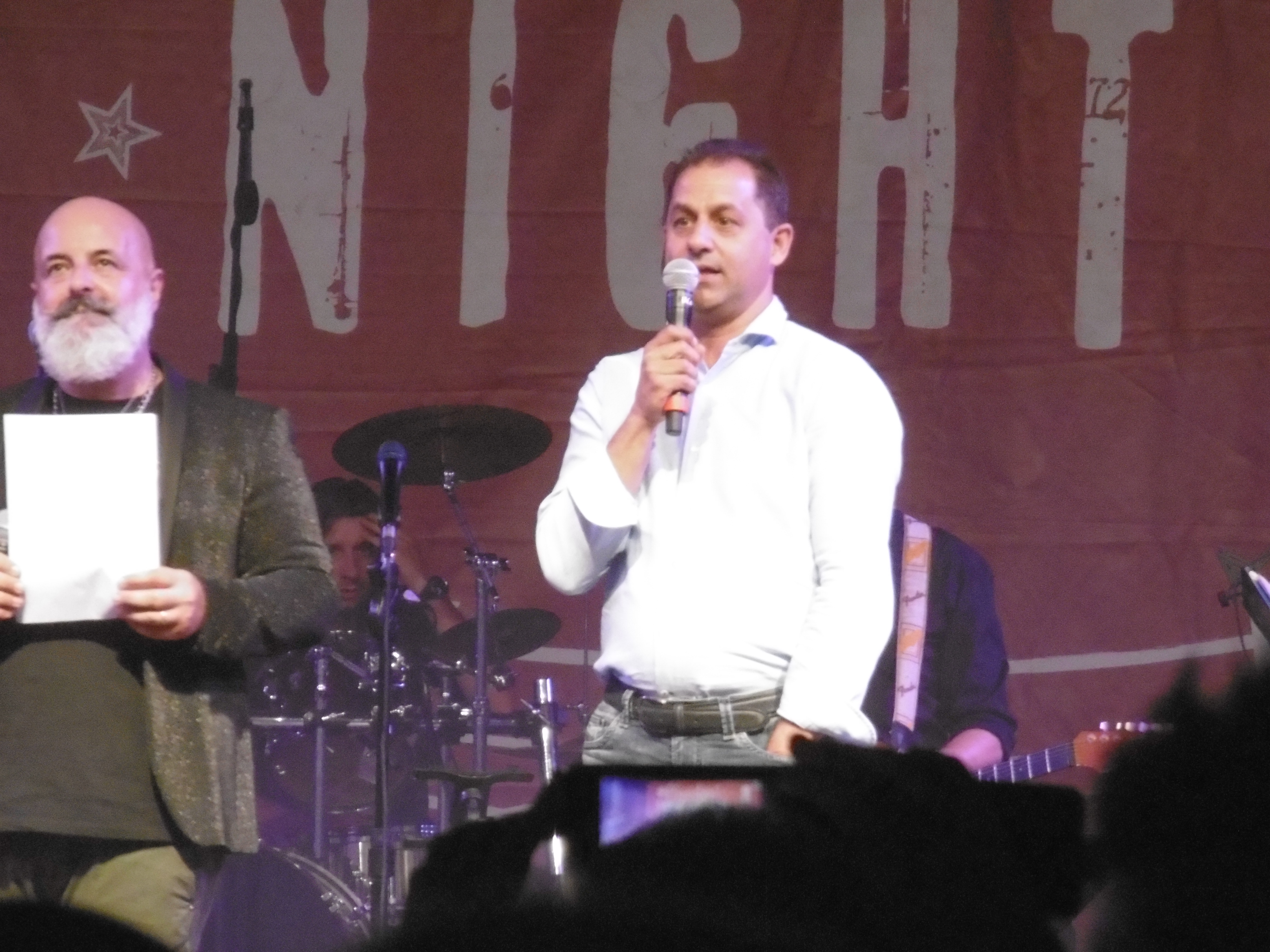
Simone Colombarini fu comproprietario della società insieme al padre Francesco dal 2013 al 2021, con Walter Mattioli alla presidenza.

- Joe Tacopina - Presidente
- Marcello Follano - Consigliere di amministrazione
- Gabriella Follano - Consigliere di amministrazione
- Chad Seigel - Consigliere di amministrazione
- Luca Carra - Direttore generale
- Alex Casella - Direttore area tecnica
- Stefano Salis - Segretario generale
- Antonio Pagliuca - Segretario sportivo
- Alessio Cirulli - Team manager
- Veronica Bon - Direttrice marketing e comunicazione
- Alessio Pugliese - Ufficio stampa
- Mirco Gadda - Responsabile multimedia
- Massimiliano Mamini - Regional sponsorship manager
- Clarissa Vecchiattini - Segretaria commerciale
- Giulia Bolognesi - Segretaria commerciale
- Giuseppe Colombarini - Store manager
- Martina Vanzetto - Social responsability and charity manager
- Ferruccio Taroni - Delegato gestione evento
- Marinella Casoni - Responsabile biglietteria
- Luca Pozzoni - Supporter liaison officer
- Alessandro Vasta - Data protection officer
- Federica Bergamini - Ufficio amministrazione
- Laura Campanini - Ufficio amministrazione
- Davide Viale - Ufficio amministrazione

### Sponsor
Di seguito l'elenco dei fornitori tecnici ufficiali.

Nella stagione 1981-1982 appaiono per la prima volta sulle divise i loghi degli sponsor tecnici e commerciali.

- 1907-1981: non presente
- 1981-1986: Adidas
- 1986-1987: Meyba
- 1987-1989: Fitness
- 1989-1991: WBS
- 1991-2004: Asics
- 2004-2005: Zeus
- 2005-2009: Legea[122]
- 2009-2010: Asics[123]
- 2010-2012: Givova[124]
- 2012-2013: Legea[122]
- 2013-2016: Erreà[125]
- 2016-2017: HS Football[126]
- 2017-2025: Macron[127]

### Settore giovanile
Il settore giovanile biancazzurro annovera fra i titoli ottenuti il Campionato Primavera di Serie B 1964-1965, il Campionato De Martino di Serie A 1967-1968, il Campionato Giovanissimi Nazionali 1985-1986, il Torneo Città di Vignola 1999, la Coppa Giovanissimi Professionisti 2002-2003, il Trofeo Dossena 2019 e due Campionati Nazionali Under-18 vinti consecutivamente nelle stagioni 2021-2022 e 2022-2023.
Tra i calciatori cresciuti nel vivaio spallino si possono citare Fabio Capello, Edoardo Reja, Luigi Delneri, Saul Malatrasi, Luigi Pasetti, Ruben Buriani, Michele Paramatti, Thomas Manfredini, Matteo Ferrari e Pierluigi Gollini.
Esso si suddivide in vari ambiti:
- Attività agonistica: raggruppa le squadre Primavera, Under-17, Under-16 e Under-15 e Under-14.
- Accademia: raggruppa le squadre Esordienti, Pulcini, Primi Calci e Piccoli Amici.[133]
- Progetto società affiliate “We Love SPAL”: consiste nell'affiliazione di altre società calcistiche nell'intento di sviluppare un percorso di crescita e valorizzazione dei giovani.[134]

## Allenatori e presidenti

### Allenatori

Giovan Battista Fabbri, giocatore e a più riprese allenatore della SPAL, con lo storico presidente Paolo Mazza.

Sulla panchina della squadra ferrarese si sono avvicendati una settantina di tecnici, sia italiani che di nazionalità straniera. Il primo a ricoprire tale incarico fu, a partire dal 1919, Carlo Marchiandi; mentre il primo allenatore straniero dei biancazzurri fu l'ungherese Armand Halmos, nella stagione 1922-1923. Il più presente in assoluto, considerando le sole gare di campionato, è Caciagli con 198 panchine in partite ufficiali tra Serie B e Serie C (negli anni dal 1972 al 1975 e successivamente dal 1977 al 1980). Per quanto riguarda le partite di Serie A sono Janni, Petagna e Baldi con rispettivamente 106, 102 e 95 panchine (nel periodo a cavallo tra gli anni 1950 e gli anni 1960) gli allenatori ad aver guidato la formazione estense nel maggior numero di occasioni.
Tra i personaggi più noti alla guida tecnica della SPAL si possono citare Giuseppe Ticozzelli, József Violak, Antonio Janni, Fioravante Baldi, Luigi Ferrero, Mario Caciagli, Luisito Suàrez, Giovanni Galeone, Giovan Battista Fabbri, Gianni De Biasi, Massimiliano Allegri, Stefano Vecchi, Leonardo Semplici, Gigi Di Biagio, Pasquale Marino, Daniele De Rossi, Massimo Oddo e Domenico Di Carlo.
Di seguito l'elenco degli allenatori.
- 1919-1922  Carlo Marchiandi
- 1922-1923  Armand Halmos
- 1923-1924  Giuseppe Ticozzelli
- 1924-1927  Walter Alt
- 1927-1928  Carlo Osti (1ª-?ª)
 Carlo Marchiandi (?ª-?ª)
 Béla Károly (?ª-18ª)
- 1928-1929  Béla Károly
- 1929-1931  György Hlavay
- 1931-1932  Francesco Mattuteia (1ª-?ª)
 Adolf Mora Murer (?ª-24ª)
- 1932-1933  Adolf Mora Murer (1ª-?ª)
 Walter Alt (?ª-24ª)
- 1933-1934  Walter Alt
- 1934-1935  Mihály Balacics
- 1935-1936  György Hlavay (1ª-?ª)
 Guido Testolina (?ª-34ª e spareggi)
- 1936-1937  Paolo Mazza
- 1937-1939  Euro Riparbelli
- 1939-1942  Paolo Mazza
- 1942-1943  Giorgio Armari (1ª-?ª)
 Bruno Maini (?ª-22ª)
- 1945-1946  József Violak
- 1946-1947  Guido Testolina
- 1947-1948  Giuseppe Marchi
- 1948-1949  Bruno Vale
- 1949-1954  Antonio Janni
- 1954-1955  Bruno Biagini
- 1955-1956  Fioravante Baldi
- 1956-1958  Paolo Tabanelli
- 1958-1959  Fioravante Baldi
- 1959-1960  Fioravante Baldi (1ª-27ª)
 Serafino Montanari (28ª-34ª)
- 1960-1961  Luigi Ferrero
- 1961-1962  Luigi Ferrero (1ª-3ª)
 Serafino Montanari (4ª-34ª)
- 1962-1963  Serafino Montanari (1ª-30ª)
 Aurelio Marchese (31ª-34ª)
- 1963-1964  Giacomo Blason (1ª-28ª)
 Giovan Battista Fabbri (29ª-34ª)
- 1964-1965  Giovan Battista Fabbri (1ª-9ª)
 Francesco Petagna (10ª-38ª)
- 1965-1968  Francesco Petagna
- 1968-1969  Francesco Petagna (1ª-4ª)
 Serafino Montanari (5ª-31ª)
 Giovan Battista Fabbri (32ª-38ª)
- 1969-1970  Giovan Battista Fabbri (1ª-4ª)
 Tito Corsi (5ª-38ª)
- 1970-1972  Cesare Meucci
- 1972-1973  Eugenio Fantini (1ª-7ª)
 Mario Caciagli (8ª-38ª)
- 1973-1974  Mario Caciagli
- 1974-1975  Mario Caciagli (1ª-15ª)
 Guido Capello (16ª-38ª)
- 1975-1976  Francesco Petagna (1ª-13ª)
 Umberto Pinardi (14ª-20ª)
 Guido Capello (21ª-38ª)
- 1976-1977  Guido Capello (1ª-10ª)
 Giovanni Ballico (11ª-13ª)
 Ottavio Bugatti (14ª-20ª)
 Luisito Suárez (21ª-38ª)
- 1977-1980  Mario Caciagli
- 1980-1981  Battista Rota
- 1981-1982  Battista Rota (1ª-26ª)
 Ugo Tomeazzi (27ª-38ª)
- 1982-1983  Gaetano Salvemini (1ª-12ª)
 Giovanni Seghedoni (13ª-34ª)
- 1983-1984  Giovanni Galeone
- 1984-1985  Giovanni Galeone (1ª-6ª)
 Giancarlo Danova (7ª-12ª)
 Giovanni Galeone (13ª-34ª)
- 1985-1986  Giovanni Galeone
- 1986-1987  Ferruccio Mazzola
- 1987-1988  Giancarlo Cella (1ª-9ª)
 Giovan Battista Fabbri (10ª-34ª)
- 1988-1989  Giorgio Veneri (1ª-15ª)
 Francesco Paolo Specchia (16ª-34ª)
- 1989-1990  Luciano Magistrelli (1ª-18ª)
 Nello Santin (19ª-34ª)
- 1990-1991  Paolo Lombardo (1ª-18ª)
 Luigi Pasetti e  Giovan Battista Fabbri (D.T.) (19ª-34ª e spareggio)
- 1991-1992  Gian Cesare Discepoli e  Giovan Battista Fabbri (D.T.)
- 1992-1993  Gian Cesare Discepoli e  Giovan Battista Fabbri (D.T.) (1ª-7ª)
 Rino Marchesi (8ª-29ª)
 Gian Cesare Discepoli e  Giovan Battista Fabbri (D.T.) (30ª-38ª)
- 1993-1994  Gian Cesare Discepoli
- 1994-1995  Gian Cesare Discepoli (1ª-18ª)
 Vincenzo Guerini (19ª-34ª)
- 1995-1996  Vincenzo Guerini (1ª-3ª)
 Salvatore Bianchetti (4ª-34ª e play-off)
- 1996-1997  Salvatore Bianchetti (1ª-21ª)
 Alfredo Magni (22ª-34ª e play-out)
- 1997-1999  Giovanni De Biasi
- 1999-2000  Giancarlo D'Astoli
- 2000-2001  Alessandro Scanziani (1ª-10ª)
 Mauro Melotti (11ª-34ª)
- 2001-2002  Mauro Melotti (1ª-13ª)
 Fabio Perinelli (14ª-26ª)
 Mauro Melotti (27ª-34ª)
- 2002-2003  Walter De Vecchi (1ª-6ª)
 Giuliano Sonzogni (7ª-34ª)
- 2003-2004  Giuliano Sonzogni (1ª-8ª)
 Gian Cesare Discepoli (9ª-34ª)
- 2004-2005  Massimiliano Allegri
- 2005-2006  Paolo Beruatto (1ª-24ª)
 Walter Nicoletti (25ª-34ª)
- 2006-2007  Leonardo Rossi
- 2007-2008  Francesco Buglio (1ª-23ª)
 Roberto Labardi (24ª-25ª)
 Angelo Alessio (26ª-34ª e play-off)
- 2008-2009  Aldo Dolcetti
- 2009-2010  Aldo Dolcetti (1ª-13ª)
 Egidio Notaristefano (14ª-34ª)
- 2010-2011  Egidio Notaristefano (1ª-23ª)
 Gian Marco Remondina (24ª-34ª)
- 2011-2012  Stefano Vecchi
- 2012-2013  David Sassarini
- 2013-2014  Leonardo Rossi (1ª-8ª)
 Massimo Gadda (9ª-34ª)
- 2014-2015  Oscar Brevi (1ª-16ª)
 Leonardo Semplici (17ª-38ª)
- 2015-2019  Leonardo Semplici
- 2019-2020  Leonardo Semplici (1ª-23ª)
 Luigi Di Biagio (24ª-38ª)
- 2020-2021  Pasquale Marino (1ª-29ª)
 Massimo Rastelli (30ª-38ª)
- 2021-2022  Josep Clotet Ruiz (1ª-18ª)
 Roberto Venturato (19ª-38ª)
- 2022-2023  Roberto Venturato (1ª-8ª)
 Daniele De Rossi (9ª-24ª)
 Massimo Oddo (25ª-38ª)
- 2023-2024  Domenico Di Carlo (1ª-6ª)
 Leonardo Colucci (7ª-24ª)
 Domenico Di Carlo (25ª-38ª)
- 2024-2025  Andrea Dossena (1ª-25ª)
 Francesco Baldini (26ª-38ª e play-out)

### Presidenti

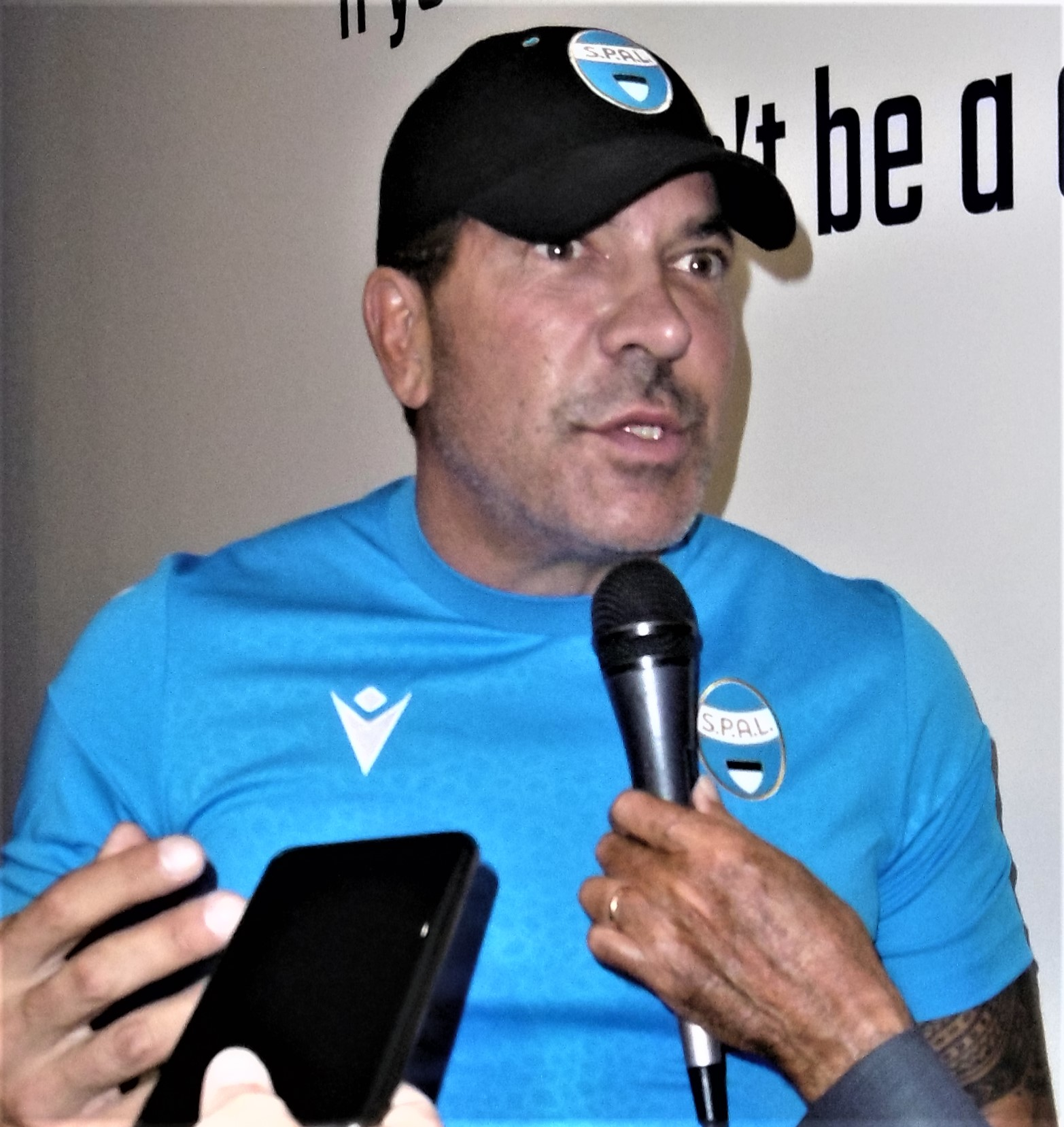
Il presidente spallino Joe Tacopina, in carica dall'agosto 2021.

In oltre un secolo di storia societaria alla guida della SPAL si sono avvicendati trentatré presidenti: il primo massimo dirigente biancazzurro fu Pietro Acerbis, sacerdote salesiano fondatore del club estense. La più importante e lunga presidenza nella storia della squadra rimane quella di Paolo Mazza (1946-1977), legata alla ricostruzione della società negli anni del secondo dopoguerra e alla prima promozione assoluta della squadra nell'odierna Serie A a girone unico (1951), con i decenni seguenti caratterizzati da sedici stagioni in massima serie che coincisero con l'apice del calcio nella città emiliana.
In tempi più recenti fu longeva anche la presidenza di Giovanni Donigaglia (1990-2002), durante la quale nei primi anni di gestione si registrò il periodo di maggiore presenza di pubblico ed entusiasmo della tifoseria nell'era post-Mazza, a seguito di una doppia promozione dalla Serie C2 (categoria nella quale la SPAL era scesa nel 1989, per la prima volta nella sua storia) alla Serie B con in panchina Giovan Battista Fabbri. Rilevante per le sorti del club biancazzurro anche la presidenza Mattioli-Colombarini, caratterizzata dalla risalita in due stagioni dalla Lega Pro alla Serie A tra il 2015 e il 2017.
Il 13 agosto 2021 l'avvocato statunitense Joe Tacopina rileva il 49% delle quote societarie dalla famiglia Colombarini e diviene il primo presidente straniero nella storia della SPAL, contestualmente sigla un accordo che prevede in tempi brevi l'acquisizione della totalità del club biancazzurro. Il 7 febbraio 2022 lo stesso Tacopina diventa ufficialmente proprietario della società al 100%. Il 25 gennaio 2024 viene reso pubblico il nome del nuovo comproprietario: si tratta del broker e uomo d'affari statunitense Marcello Follano, con il quale Tacopina fonda una nuova società controllante la SPAL, la Tacollano Holdings LLC.
Di seguito l'elenco dei presidenti.
- 1907-1911  Don Pietro Acerbis
- 1911-1912  Conte Buosi
- 1912-1915  Aminta Gulinati
- 1919-1921  Antonio Santini
- 1921-1924  Enrico Bassani
- 1924-1927  Gaetano Ridolfi
- 1927-1928  Giannino Bonfiglioli
- 1928-1931  On. Ferri
- 1931-1932  Giuseppe Turbiani
 Carlo Osti
- 1932-1933  Comm. Gandini
- 1933-1934  Umberto Barbè (comm. straordinario)
 Giulio Divisi
- 1934-1935  Luigi Orsi
- 1935-1936  Giovanni Argazzi
- 1936-1937  Nino Fiorini
- 1937-1939  Angelo Vissoli
- 1939-1941  Annio Bignardi
- 1941-1943  Augusto Caniato
- 1945-1946  Edmondo Bucci
- 1946-1977  Paolo Mazza
- 1977-1985  Primo Mazzanti
- 1985-1986  Giorgio Rossatti
- 1986-1989  Francesco Nicolini
- 1989-1990  Albersano Ravani
- 1990-1996  Giovanni Donigaglia
- 1996-1997  Vanni Guzzinati
- 1997-2002  Giovanni Donigaglia
- 2002-2005  Lino Di Nardo
- 2005-2008  Gianfranco Tomasi
- 2008-2012  Cesare Butelli
- 2012-2013  Roberto Ranzani
- 2013-2021  Walter Mattioli
- 2021-  Joe Tacopina

## Calciatori

Il portiere Ottavio Bugatti, primo giocatore in forza alla SPAL a vestire la maglia della Nazionale azzurra nel 1952.

### Contributo alle nazionali
Diversi giocatori lanciati dalla SPAL hanno fatto parte della Nazionale maggiore italiana; in ordine cronologico Abdon Sgarbi, Egisto Pandolfini, Fulvio Nesti, Franco Zaglio, Beniamino Di Giacomo, Armando Picchi, Saul Malatrasi, Adolfo Gori, Fabio Capello, Ruben Buriani, Manuel Lazzari e Salvatore Esposito. Il primo atleta convocato in azzurro durante la propria esperienza nella squadra ferrarese fu il portiere Ottavio Bugatti, il quale partecipò alle Olimpiadi di Helsinki 1952 giocando entrambe le gare: la prima contro gli Stati Uniti (vinta 8 a 0) e l'ottavo di finale dove gli azzurri persero 3 a 0 contro i futuri campioni olimpici dell'Ungheria; alla stessa manifestazione partecipò anche l'attaccante biancazzurro Alberto Fontanesi, autore di una rete nella partita contro gli Stati Uniti.
Per quanto riguarda le nazionali giovanili, gli atleti spallini che hanno disputato più partite nella Nazionale Under-21 italiana nell'ambito della loro militanza nel club estense sono Lorenzo Colombo (autore di 9 presenze), Salvatore Esposito (8), Massimo Albiero e Marco Sala (6), Luigi Pasetti e Kevin Bonifazi (5).
Tra i giocatori stranieri convocati nelle rispettive nazionali maggiori si segnalano il portiere senegalese Alfred Gomis e il difensore polacco Thiago Cionek, che nel 2018 sono divenuti i primi spallini a disputare il campionato mondiale di calcio: le due squadre si sono inoltre affrontate nella fase a gironi. Lo stesso Gomis ha sfidato il compagno di squadra algerino Mohamed Fares nella finale della Coppa d'Africa 2019.

## Palmarès

I biancazzurri primi classificati nel campionato di Serie B 1950-1951.

La SPAL promossa in Serie A al termine del campionato 1964-1965.

La SPAL vincitrice della Coppa dell'Amicizia italo-svizzera 1968.

La rosa spallina vincitrice della Coppa Italia Serie C 1998-1999.

### Competizioni internazionali
- Coppa dell'Amicizia italo-svizzera: 1

1968

### Competizioni nazionali
- Serie B: 2

1950-1951, 2016-2017
- Coppa Italia Serie C: 1

1998-1999
- Supercoppa di Lega Pro: 1

2016

### Altre competizioni
- Prima Categoria: 1

1921-1922 (girone finale emiliano)
- Seconda Divisione: 1

1925-1926 (girone C)
- Lega Pro: 1

2015-2016 (girone B)
- Serie C: 3

1937-1938 (girone C), 1972-1973 (girone B), 1977-1978 (girone B)
- Serie C1: 1

1991-1992 (girone A)
- Serie C2: 1

1997-1998 (girone B)

### Competizioni giovanili
- Campionato De Martino: 1

1967-1968 (Serie A)
- Campionato Primavera: 1

1964-1965 (Serie B)
- Campionato Nazionale Under-18: 2

2021-2022, 2022-2023
- Campionato Nazionale Under-16: 1

2024-2025 (Serie C)
- Campionato Giovanissimi Nazionali: 1

1985-1986
- Coppa Giovanissimi Professionisti: 1

2002-2003
- Torneo Città di Vignola: 1

1999
- Trofeo Dossena: 1

2019

## Statistiche e record

### Partecipazione ai campionati

#### Campionati nazionali
| Livello | Categoria                  | Partecipazioni | Debutto   | Ultima stagione | Totale |
| ------- | -------------------------- | -------------- | --------- | --------------- | ------ |
| 1º      | Prima Categoria            | 2              | 1920-1921 | 1921-1922       | 24     |
| 1º      | Prima Divisione            | 3              | 1922-1923 | 1924-1925       | 24     |
| 1º      | Serie A                    | 19             | 1951-1952 | 2019-2020       | 24     |
| 2º      | Seconda Divisione          | 1              | 1925-1926 | 1925-1926       | 28     |
| 2º      | Prima Divisione            | 3              | 1926-1927 | 1928-1929       | 28     |
| 2º      | Serie B                    | 24             | 1933-1934 | 2022-2023       | 28     |
| 3º      | Prima Divisione            | 4              | 1929-1930 | 1932-1933       | 43     |
| 3º      | Serie B-C Alta Italia      | 1              | 1945-1946 | 1945-1946       | 43     |
| 3º      | Serie C                    | 13             | 1936-1937 | 2024-2025       | 43     |
| 3º      | Serie C1                   | 19             | 1982-1983 | 2004-2005       | 43     |
| 3º      | Lega Pro Prima Divisione   | 4              | 2008-2009 | 2011-2012       | 43     |
| 3º      | Lega Pro                   | 2              | 2014-2015 | 2015-2016       | 43     |
| 4º      | Serie C2                   | 6              | 1989-1990 | 2007-2008       | 7      |
| 4º      | Lega Pro Seconda Divisione | 1              | 2013-2014 | 2013-2014       | 7      |
| 5º      | Serie D                    | 1              | 2012-2013 | 2012-2013       | 1      |

### Partecipazione ai campionati regionali
| Livello | Categoria  | Partecipazioni | Debutto   | Ultima stagione | Totale |
| ------- | ---------- | -------------- | --------- | --------------- | ------ |
| 1º      | Eccellenza | 1              | 2025-2026 | 2025-2026       | 1      |

### Partecipazione alle coppe nazionali
| Competizione                    | Partecipazioni | Debutto   | Ultima stagione | Totale |
| ------------------------------- | -------------- | --------- | --------------- | ------ |
| Coppa Italia                    | 45             | 1926-1927 | 2022-2023       | 46     |
| Coppa Alta Italia               | 1              | 1946      | 1946            | 46     |
| Supercoppa Lega Pro             | 1              | 2016      | 2016            | 1      |
| Coppa Italia Semiprofessionisti | 2              | 1972-1973 | 1977-1978       | 34     |
| Coppa Italia Serie C            | 25             | 1982-1983 | 2024-2025       | 34     |
| Coppa Italia Lega Pro           | 7              | 2008-2009 | 2015-2016       | 34     |
| Coppa Italia Serie D            | 1              | 2012-2013 | 2012-2013       | 1      |

### Partecipazione alle coppe internazionali

Mario Romani, recordman di reti in biancazzurro con 130 marcature tra gli anni 1920 e gli anni 1930.

Con 287 apparizioni in campionato nell'arco di undici stagioni, Giulio Boldrini è primatista di presenze nella SPAL.

| Competizione        | Partecipazioni | Debutto | Ultima stagione | Totale |
| ------------------- | -------------- | ------- | --------------- | ------ |
| Coppa delle Alpi    | 1              | 1966    | 1966            | 1      |
| Coppa dell'Amicizia | 6              | 1960    | 1968            | 6      |

### Statistiche di squadra
La SPAL ha esordito nei tornei F.I.G.C. con la partecipazione alla Promozione 1919-1920 e ad oggi ha disputato 104 campionati federali. Dall'istituzione della Serie A a girone unico nel 1929, il suo miglior piazzamento di sempre in massima serie è stato il 5º posto ottenuto al termine della stagione 1959-1960, mentre il peggior piazzamento è stato il 20º posto al termine del campionato 2019-2020. Il record di punti totalizzati in una singola stagione è stato raggiunto nella Serie B 2016-2017 (78); il record di punti in Serie A con la regola dei due punti per vittoria è del 1951-1952 (37), con la regola dei tre punti per vittoria è del 2018-2019 (42). Nell'annata 1950-1951 la squadra biancazzurra ottiene il proprio maggior numero di vittorie (25), mentre nel torneo 2019-2020 incassa il numero massimo di sconfitte in una stagione (28). La formazione ferrarese ha realizzato il maggior numero di reti in una stagione nella Serie B 1949-1950 (95), stabilendo sempre nell'annata 2019-2020 il proprio record di gol subiti (77). Dal campionato 1951-1952 a quello 1963-1964 si registra la striscia più lunga di partecipazioni consecutive alla Serie A (13). Il club estense è inoltre, al pari della Carrarese, la squadra che ha disputato il maggior numero di edizioni della Serie C1 (19).

### Statistiche individuali
Il giocatore che detiene il maggior numero di presenze in campionato con la divisa della SPAL è Giulio Boldrini con 287 apparizioni. Il calciatore non italiano con più presenze in gare ufficiali è l'argentino Oscar Massei, con 253 partite giocate in nove stagioni; egli detiene inoltre il primato di gol segnati in Serie A con la maglia biancazzurra (47). Il record di marcature complessive appartiene invece a Mario Romani, autore di 130 reti, al secondo posto si trova Franco Pezzato con 95 gol. Pezzato è il top scorer spallino nei campionati di Serie B e C, con 35 segnature nel campionato cadetto e 46 reti in terza serie. Per quanto riguarda la Coppa Italia il miglior cannoniere è sempre Pezzato con 14 gol.
Di seguito le classifiche dei primatisti di presenze e reti in partite ufficiali nella storia della società.
| Record di presenze - 306 Giulio Boldrini (1967-1977) - 268 Andrea Pierobon (1997-2005) - 257 Franco Pezzato (1964-1967, 1972-1976, 1977-1979, 1983-1984) - 253 Oscar Massei (1959-1968) - 240 Gianfranco Bozzao (1958-1961, 1962-1968) - 229 Giuseppe Brescia (1988-1993, 1994-1996) - 215 Manuel Lazzari (2013-2019) - 213 Aulo Gelio Lucchi (1951-1959) - 197 Ermelindo D'Agostini (1934-1943) - 192 Mario Romani (1924-1932, 1937-1938) - 191 Francesco Vicari (2016-2022) | Record di reti - 130 Mario Romani (1924-1932, 1937-1938) - 95 Franco Pezzato (1964-1967, 1972-1976, 1977-1979, 1983-1984) - 92 Aldo Barbieri (1925-1933, 1935-1936) - 61 Emanuele Cancellato (1997-2002) - 59 Oscar Massei (1959-1968) - 52 Mauro Gibellini (1971-1973, 1975-1981) - 52 Mirco Antenucci (2016-2019, 2023-2025) - 46 Bruno Braga (1929-1935) - 44 Girolamo Bizzarri (1993-1995) - 39 Carlo Novelli (1955-1957, 1959-1965) - 38 Goffredo Colombi (1949-1953) |

## Tifoseria

### Storia

I tifosi estensi in curva ovest durante SPAL- del 29 febbraio 1976.

Già dal 1920 i sostenitori spallini iniziarono a seguire la squadra, spostandosi con autobus, treni e biciclette in occasione delle trasferte del club nelle varie città emiliane. Il vero e proprio movimento organizzato del tifo biancazzurro (la cui sede in occasione delle gare interne della SPAL è la curva ovest dello stadio Paolo Mazza, intitolata all'ex attaccante Giuseppe Campione, prematuramente scomparso a causa di un incidente stradale) nacque a Ferrara nel 1973 con la costituzione del Club Zaganèl, al quale nel 1974 si aggiunsero gli Ultras. Nella seconda metà degli anni 1970 si formarono poi i gruppi Armata Biancoazzurra, Legion Of The Hooligans, Supporters, Fossa Estense e Nutty Boys.

Fumogeni nel prepartita del match SPAL- giocato il 5 aprile 1992.

La massima espansione del movimento ultras spallino si ebbe tra gli anni 1980 e gli anni 1990, inizialmente con i preesistenti gruppi, ai quali poi si susseguirono (tra gli altri) Gioventù Estense, Astra Alcool 1981, Vecchia Guardia 1974, Ultras Spal, Spal Fans, Boys 1986, Brothers, Pigs 1987, Stoned Again, Rebels, Brigata 1978, Commando Ultrà Bianco Azzurri, Toasters Group, Gruppo Asterix, Alcol Group, Nirvana Korp, Irish Clan, Gruppo Copparo, Le Iene, Nobiltà Estense, Frangia, Boys 1989 e Gruppo d'Azione. Quest'ultimo gruppo era il più attivo nell'ingaggiare scontri con le tifoserie rivali nel periodo compreso tra il 1986 e il suo scioglimento, avvenuto nel 1992 a causa di un incidente occorso durante la finale del Campionato europeo Under-21 disputata a Ferrara, quando una studentessa fu ferita accidentalmente da un razzo sparato nel settore dei supporters spallini.
Pur non avendo beneficiato di un consistente ricambio generazionale, a causa degli scarsi successi sportivi e delle difficoltà societarie sopravvenute a partire dagli anni 2000, il movimento ultras biancazzurro è rimasto comunque attivo e vitale. In quegli anni tra i principali gruppi che ressero la curva si ricordano Tradizione Estense, Porro Group 1998, Poggio, Nucleo, A Modo Nostro, Vecchio Nutty, Vecchio Astra e Boys 1989. Il disappunto per l'introduzione della tessera del tifoso portò nel 2010 allo scioglimento di buona parte dei gruppi ultras attivi in curva, conseguentemente dal 2011 al 2013 il tifo organizzato si unì sotto il nome Estensi Curva Ovest. L'acquisizione della SPAL da parte della famiglia Colombarini contribuì a rinvigorire l'entusiasmo della tifoseria: dalla prima gara interna della stagione 2013-2014, le frange più radicali del tifo si sono riunite nel collettivo Curva Ovest Otto Settembre.

I 12000 supporters biancazzurri in trasferta al Bentegodi di Verona per la finale play-off di Serie C1, giocata contro il il 19 giugno 1994.

Secondo un'indagine condotta e pubblicata annualmente da due società specializzate in sondaggi e ricerche di mercato, la StageUp e la Ipsos, nella stagione 2018-2019 la squadra poteva contare su un seguito stimato in circa 121 000 tifosi.

### Gemellaggi e rivalità

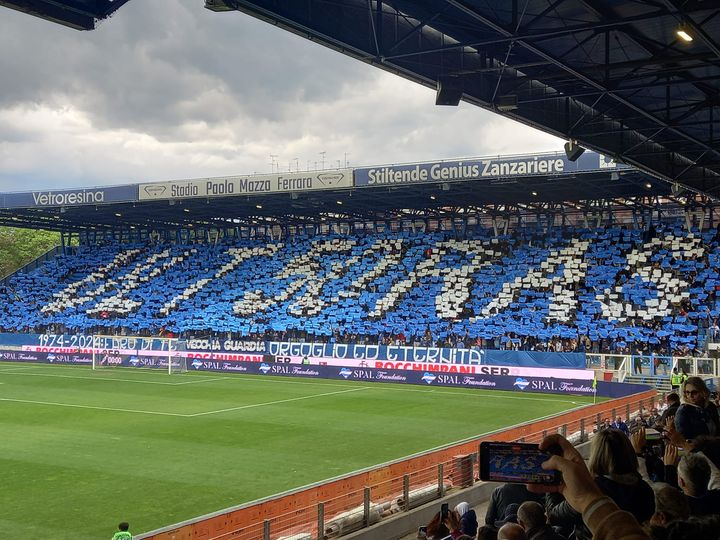
Gli spallini celebrano i 50 anni dalla nascita del movimento ultras ferrarese nel 2024.

La tifoseria estense è gemellata dal 1984 con quella dell'Ancona e sostiene rapporti di amicizia con quelle di Genoa, Perugia, Cosenza, Potenza e L’Aquila. Da metà anni 1980 fu in vigore un ulteriore gemellaggio con i supporters della Carrarese, interrotto nel 2014 a seguito di divergenze sulla posizione in merito alla tessera del tifoso: tra i rispettivi collettivi permane tuttavia un rapporto di reciproco rispetto.
Gli spallini nutrono forti rivalità nei confronti delle tifoserie di altre squadre emiliane: Bologna (con cui dapprima sussistette amicizia negli anni 1970, tramutatasi in accesa ostilità tra gli anni 1980 e 1990, poi affievolitasi nei decenni successivi pur rimanendo una sfida ad alto rischio incidenti), Reggiana (gemellati con gli spallini dal 1977 sino alla fine degli anni 1990, poi divenuti acerrimi rivali nei primi anni del terzo millennio), Parma, Modena e Carpi (a sua volta gemellato con la SPAL dal 1992 al 1999). Nell'area romagnola risultano attriti significativi con i collettivi al seguito di Cesena, Rimini e Ravenna. In Veneto si registrano rapporti tesi nei confronti dei sostenitori di Vicenza, Padova e Verona. In Toscana sono rivali degli spallini i supporters di Prato, Pistoiese, Lucchese e Massese (rivale dei carraresi). Ostilità sussistono anche con i tifosi lombardi di Mantova, Como, Brescia e Atalanta, con i giuliani della Triestina, con i liguri dello Spezia e i marchigiani dell'Ascoli (rivale dell'Ancona). In svariati casi, tali antagonismi sono sfociati in scontri fisici tra le opposte fazioni.

## Organico

### Rosa 2024-2025
Rosa e numerazione sono aggiornate al 3 febbraio 2025.

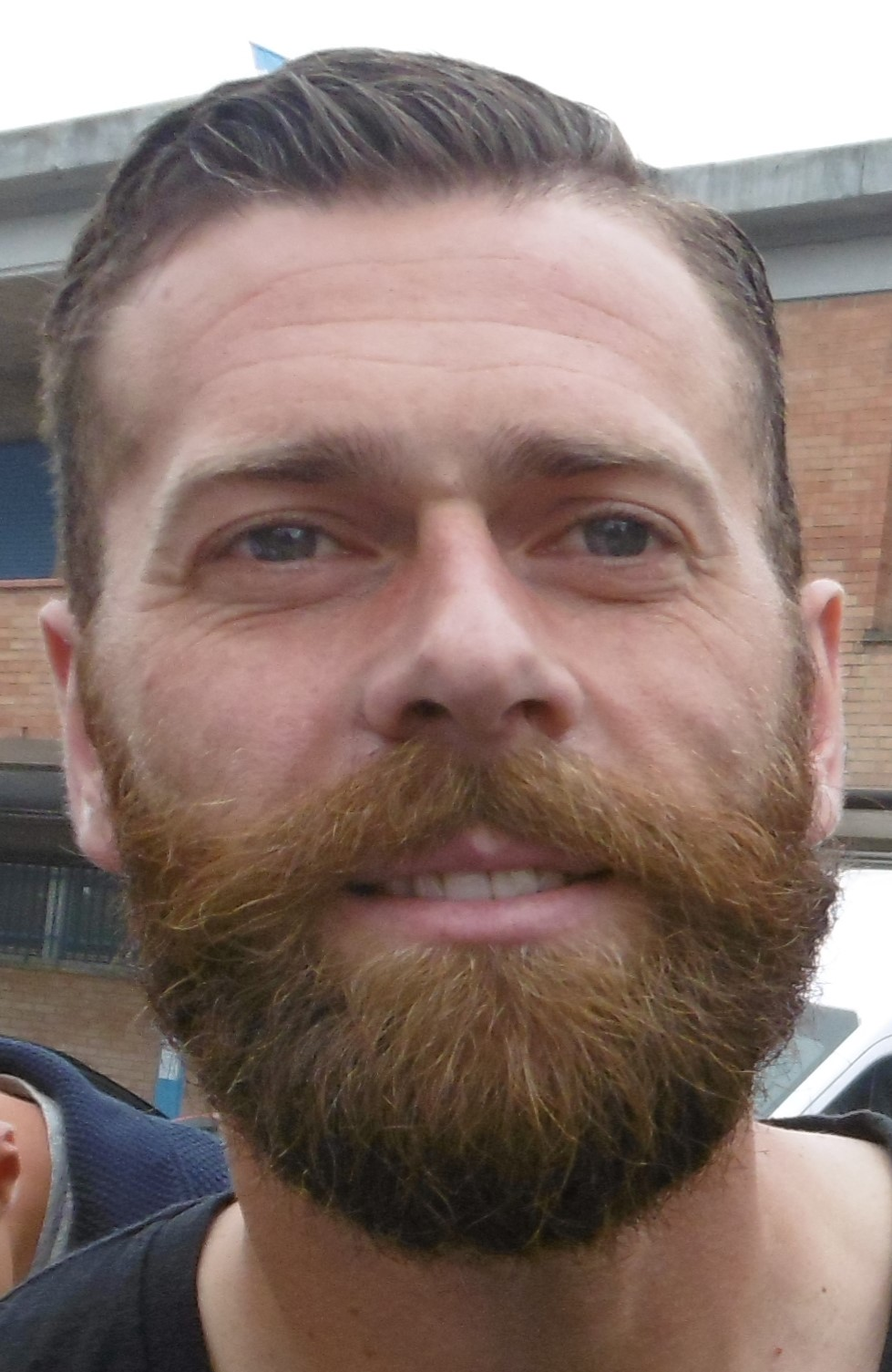
Il capitano spallino Mirco Antenucci.

| N. |                    | Ruolo | Calciatore                 |
| -- | ------------------ | ----- | -------------------------- |
| 3  | Italia (bandiera)  | D     | Matteo Bruscagin           |
| 4  | Italia (bandiera)  | C     | Fabrizio Paghera           |
| 5  | Nigeria (bandiera) | C     | Theophilus Awua            |
| 6  | Italia (bandiera)  | D     | Alessandro Fiordaliso      |
| 7  | Italia (bandiera)  | A     | Mirco Antenucci (capitano) |
| 8  | Marocco (bandiera) | C     | Omar El Kaddouri           |
| 9  | Islanda (bandiera) | A     | Óttar Magnús Karlsson      |
| 10 | Italia (bandiera)  | C     | Igor Radrezza              |
| 11 | Italia (bandiera)  | A     | Emanuele Rao               |
| 12 | Italia (bandiera)  | P     | Cesare Galeotti            |
| 14 | Italia (bandiera)  | C     | Fabio Parravicini          |
| 15 | Italia (bandiera)  | C     | Hamza Haoudi               |
| 16 | Italia (bandiera)  | D     | Edoardo Sottini            |
| 17 | Italia (bandiera)  | D     | Giuseppe Iglio             |
| 18 | Francia (bandiera) | D     | Jean-Claude Ntenda         |

| N. |                           | Ruolo | Calciatore          |
| -- | ------------------------- | ----- | ------------------- |
| 19 | Italia (bandiera)         | D     | Daniele Mignanelli  |
| 20 | Italia (bandiera)         | C     | Roberto Zammarini   |
| 22 | Italia (bandiera)         | P     | Marco Meneghetti    |
| 23 | Italia (bandiera)         | D     | Matteo Arena        |
| 25 | Argentina (bandiera)      | A     | Juan Ignacio Molina |
| 26 | Italia (bandiera)         | D     | Alessandro Bassoli  |
| 27 | Italia (bandiera)         | A     | Vittorio Parigini   |
| 28 | Italia (bandiera)         | D     | Luca Calapai        |
| 29 | Togo (bandiera)           | C     | Steven Nador        |
| 30 | Italia (bandiera)         | A     | Umberto Camelio     |
| 33 | Italia (bandiera)         | A     | Ludovico D'Orazio   |
| 40 | Italia (bandiera)         | A     | Cristian Spini      |
| 77 | Marocco (bandiera)        | A     | Soufiane Bidaoui    |
| 90 | Costa d'Avorio (bandiera) | C     | Ladji Mori Kane     |
| 99 | Italia (bandiera)         | C     | Christian Nina      |

### Staff tecnico
Dal sito Internet ufficiale della società.
Staff tecnico
- Francesco Baldini  - Allenatore
- Luciano Mularoni - Allenatore in seconda
- Claiton - Collaboratore tecnico
- Emanuele Dogliani - Collaboratore tecnico
- Riccardo Leardi - Collaboratore tecnico
- Mario Enrico Braco - Match analyst
- Davide Bertaccini - Preparatore dei portieri
- Diego Gemignani - Preparatore atletico
- Carlo Oliani - Recupero infortuni

Staff medico
- Fabrizio Aggio - Responsabile sanitario
- Marcello Bertolani - Massofisioterapista
- Piero Bortolin - Fisioterapista
- Daniele Zannini - Fisioterapista

## Attività polisportiva
Agli albori della sua storia, prima di concentrare la propria attività esclusivamente nell'ambito calcistico, la Società Polisportiva Ars et Labor era effettivamente una polisportiva: agli inizi del XX secolo infatti le discipline praticate comprendevano anche la ginnastica, l'atletica leggera e il ciclismo. In epoca moderna si tentò di raggruppare le maggiori realtà sportive ferraresi (SPAL, Pallacanestro Ferrara e Aquile Ferrara) nella Pro Sport Estense presieduta da Raffaello Pellegrini, con l'intento di coinvolgere le forze economiche e gli sponsor cittadini. Tale operazione comportò inoltre l'uniformazione dei colori sociali della squadra di basket al bianco-azzurro spallino. L'iniziativa varata nel dicembre 2013 non conobbe tuttavia ulteriori sviluppi.

### Calcio femminile
Dopo l'istituzione della scuola calcio femminile nel 2016, la società ha costituito la propria sezione agonistica nel 2018 con il nome di Accademia SPAL. Nella sua stagione inaugurale prende parte al torneo di Eccellenza Emilia-Romagna, per l'annata successiva la squadra viene ripescata in Serie C dove milita per tre stagioni prima di retrocedere. Nel 2022-2023 le biancazzurre vincono il campionato di Eccellenza e la Coppa Italia di categoria, riottenendo quindi il diritto a disputare la terza serie. Nella sezione femminile sono comprese inoltre le squadre giovanili Under-19, Under-17, Under-15, Under-12 e Under-10. La sede degli incontri casalinghi e degli allenamenti del settore femminile biancazzurro è il campo sportivo comunale di Vigarano Mainarda. Il responsabile del settore è Mauro Rotondi.